# Història d'Andorra

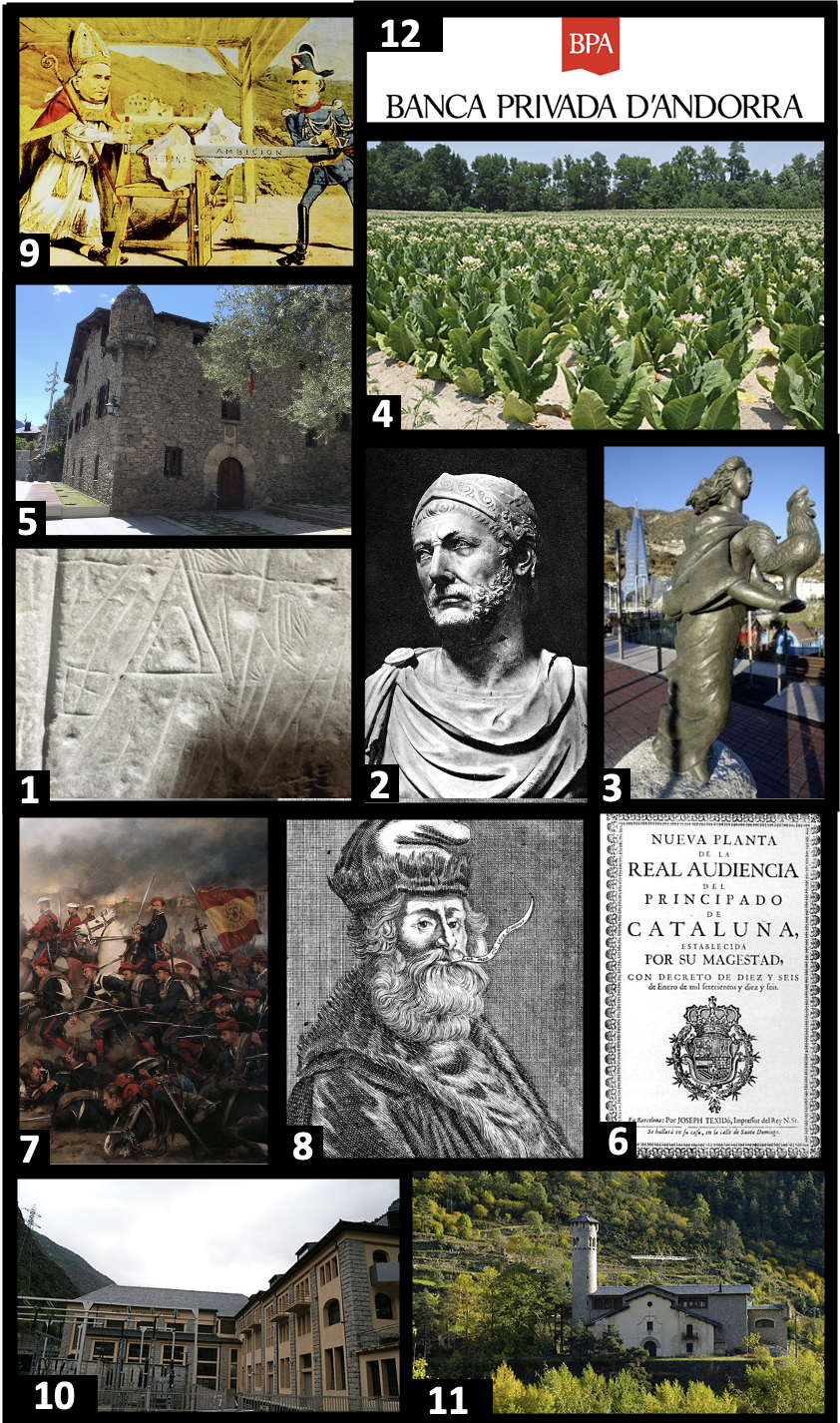
(1) Gravat del Roc de les Bruixes, inscripcions presumiblement prehistòriques; (2) Bust d'Hanníbal que hauria passat per Andorra amb elefants segons Polibi durant les confrontacions contra Roma; (3) Arnalda de Caboet, protagonista de les picabaralles que porten als Pariatges; (4) Camps de tabac. Andorra ha estat durant molt de temps un lloc de contraban; (5) La Casa de la Vall, antiga seu del parlament andorrà; (6) Portada del Decret de Nova Planta amb què Castella mira d'annexionar-se Andorra. Els andorrans hi participaren a favor dels Habsburgs; (7) General Tristany entrant amb les tropes a la Seu d'Urgell. Andorra fou rereguarda del Carlisme; (8) Ramon Llull, intel·lectual català, és la figura de les Lletres catalanes, llengua pròpia i oficial d'Andorra; (9) Caricatura de «La Qüestió d'Andorra», del 24 de juny de 1881, del fons d'Enric Palmitjavila; (10) Antiga fàbrica FHASA. Els obrers de FHASA són els responsables de la introducció de nous corrents ideològics com el socialisme i de les protestes a favor del sufragi universal; (11) Ràdio Andorra, líder a França durant els Anys Daurats, contribuí amb Ràdio Montecarlo i Ràdio Luxemburg a vertebrar les emissions de ràdio i televisió de la postguerra; (12) Logotip de Banca Privada d'Andorra que fou víctima d'un corralito durant la Globalització.

La història d'Andorra està marcada per la llegenda què atribueix a l'emperador Carlemany la seua fundació. Segons una Carta pobla escrita per Carlemany, Andorra hauria esdevingut un Estat sobirà en compensació al fet que els andorrans l'ajudessin a fer fugir les tropes musulmanes dels Pirineus. Estudis recents han pogut afirmar que aquesta Carta pobla és falsa. Tot i així, fins al segle xix esdevé motiu per a que l'himne andorrà parli d'aquest episodi.
El territori andorrà nasqué en realitat de la partició que es feren l'any 1278 el Comtat de Foix i el Bisbat d'Urgell. Després de baralles interminables que conjugaven política i religió, a més d'involucrar els reis francesos, catalanoaragonesos i la jerarquia catòlica, els dos protagonistes principals decidiren repartir-se de manera equitativa el territori actual andorrà mitjançant un Pariatge. Aquest contracte feudal és la clau que explica que hui Andorra siga un Estat independent.
El fet que el comtat de Foix decidisca canviar les seues ambicions, fa que amb el temps el títol de copríncep francès acabe en mans del rei o president de França. El fet que Isabel la Catòlica i Ferran d'Aragó-Catalunya poguessen nomenar el bisbe i copríncep d'Andorra, permet a la pràctica, deixar el seient a les mans de la Corona hispànica. Així tot al llarg dels anys aquests dos actors es fan la guerra física o moral en contra dels andorrans mateixos per intentar adquirir el territori andorrà. La pràctica de saber conjugar les dues figures fa que els andorrans adquirisquen autonomia.
L'autonomia és justament un pretext després de la derrota de Barcelona durant la Guerra de Successió Espanyola per convèncer la monarquia hispànica i francesa que Andorra és un Estat independent en virtut dels pariatges. Espanya i França accepten el tracte amb la intenció declarada de dividir el territori de parla catalana. França s'annexiona a les conversacions de pau de la Guerra dels Segadors a la Catalunya nord. Els andorrans es troben llavors en una situació complexa i no volen que un escenari com aquest torne a repetir-se amb Andorra.
És arran de la Guerra de Successió Espanyola que Andorra esdevé un Estat sobirà a la pràctica i no legalment. Durant el segle xix el territori andorrà és utilitzat com a rereguarda del carlisme per tal d'evitar que la monarquia hispànica annexione Andorra. Alhora el romanticisme contribuïx a donar la imatge d'un Estat sobirà i a construir lentament la consciència de nació andorrana. Tot plegat en un context de nacionalismes irredemptistes, com el català, i de nacionalismes imperials, com l'espanyol.
És igualment al segle xix que s'intenta democratitzar les institucions andorranes després que la Revolució Industrial acabara amb l'economia andorrana que fins aleshores vivia de l'agricultura i la manufactura. Els corrents socialistes no penetren el país però la Revolució Francesa i la democratització de l'Estat francès permeten contestar el règim estamental andorrà. Això després que Bonaparte annexionés Andorra i Catalunya.
A la primera meitat del segle xx l'economia andorrana es troba en esbós. El país torna a donar signes de remodelació. El sufragi esdevé universal [per als homes] després d'una revolta l'any 1933. El pancastellanisme seguix intentant fer-se amb territori andorrà, alhora que França dona suport a les ambicions pancastellanes quan es tracta de fer avançar els principis jacobins sobre Andorra. Espanya decidix doncs que s'ha de prohibir el català a les escoles andorranes. La guerra civil a Espanya atura en sec l'esbós amb el qual Andorra volia fer revifar la seua economia.
La Segona Guerra Mundial empobrix encara més el territori andorrà. Les autoritats andorranes tornen a un règim estamental i miren de jugar els equilibris entre l'Espanya franquista i la França derrotada nazi. Ràdio Andorra obri les portes tot i que des d'un inici ja fou contestada. Naixen noves rivalitats entre andorrans, castellans i francesos.
Després de la Segona Guerra Mundial, Andorra esdevé terra d'abundància. El creixement econòmic als països del bloc capitalista permeten un creixement paral·lel i igual d'espectacular a Andorra. El Consell General s'alia amb el franquisme i hi manté unes relacions entre cordials, amistoses i tenses. Andorra creix i això s'acaba plasmant a la historiografia andorrana: el somni andorrà.
A partir dels anys 70, el país democratitza les seues institucions mercès a l'aprovació de la Constitució del 1993 que trasllada la sobirania al poble andorrà. Mercès a això, Andorra pot seure finalment a l'ONU i actuar com a Nació independent. A la dècada dels 1990 el boom econòmic consolida els pilars bàsics de l'economia del país: turisme de massa, esquí i finances.
La Gran Recessió d'inicis de segle xxi posa el model de paradís fiscal andorrà en qüestió. Andorra és contestada per totes bandes i ha d'incorporar imposts. Abandona doncs el paradís fiscal però s'incorpora a l'era de la globalització amb una economia en esbós. La crisi econòmica ha afectat notablement el país que ha deixat de ser terra d'abundància.

## Historiografia andorrana
Els primers escrits sobre història d'Andorra daten del segle xviii. El Manual Digest és l'única referència més antiga que el país tingui sobre un vertader intent de posar sobre escrit la seva història. Tanmateix, els arxius comunals d'època porten des de l'Edat Mitjana conservant material amb el qual posteriorment s'ha pogut treballar sobre la història d'Andorra. D'aquest material es pot posar èmfasi en el Pariatges que és el document cabdal, base sobre la qual neix l'Estat andorrà. Avui l'Arxiu Nacional d'Andorra conserva rèpliques transcrites i l'original. També s'ha digitalitzat i pot consultar-se a Internet mitjançant el Banc Digital Mundial d'Arxius o als Viquitexts mateixos.
Tot al llarg del segle xix surten publicades diverses biografies d'autors estrangers que s'apropen a Andorra i miren d'explicar al món exterior tot allò que saben sobre Andorra. Aquests escrits no són del tot fiables però permeten als historiadors entendre les mentalitats de l'època així com la manera de viure dels andorrans del segle xix. Es poden considerar com una font de treball:
- Pierre-Roch Roussillou, De l'Andorre, Tolosa, F, Vieusseux, 1823 [Andorra, Ministeri d'Afers Exteriors, 2005].
- Tomàs Junoy, Relació sobre la Vall de Andorra, Tolosa, Imprimerie de Ph. Montaubix, 1838, [Andorra la Vella, Govern d'Andorra, 1995]
- Jean-Jacques Caron [Abbé Caron], Notice historique sur la République de l'Andorre, Versalles, 1849
- Lluís Dalmau i de Baquer, Historia de la república de Andorra, Barcelona, Pablo Riera, 1849
- Henri Castillon d'Aspet, Histoire d'Ax et de la Vallée d'Andorre, Tolosa, Imprimerie du Midi, 1851

Alguns d'aquests escrits han estat digitalitzats i poden consultar-se al Banc Digital Mundial, a la pàgina web de l'Arxiu Nacional d'Andorra o bé a lloc web del Banc Nacional de França. La Banca Privada d'Andorra també edità una compilació de tots aquests escrits en un volum titulat Paraules per a la història. Obra commemorativa el 50è aniversari de BPA. Altres poden consultar-se igualment a Google Books.
Dins del segle xix existeixen documents primaris que són cabdals i que es troben digitalitzats al banc mundial o a l'Arxiu Nacional d'Andorra. Es detallen tot seguit:
- La cuestión de Andorra: exposiciones elevadas por el ilustre Consejo General de los Valles de Andorra al excelentísimo obispo de Urgel y al santísimo padre (1894)
- Plan de Reforma adoptat en las Valls de Andorra (1866)

L'inici del segle xx dona el tret de sortida a treballs més professionals en l'àmbit històric sobre Andorra. El país segueix compilant documentació administrativa que posteriorment ha servit per a treballs historiogràfics. L'historiador Arnau Gonzalez Vilalta ha permès dilucidar els esdeveniments de la dècada dels 1930 que posteriorment pogueren ampliar-se o complementar-se gràcies a l'historiador Gerhard Lang-Valchs. El període que abraça de la Guerra Civil Espanyola fins a la Segona Guerra Mundial ha estat estudiat per l'Amparo Soriano, d'una banda, i per la Porta Roser i en Jorge Cebrián, d'altra banda. Aquests són els estudis més importants d'època.
De forma general, una sèrie d'historiadors, contractats per l'Institut d'Estudis Andorrans i altres institucions, han compilat i transcrit documents d'època, tot explicant el període comprès en una sèrie de diplomataris i cartularis:
- Cebrià Baraut, Cartulari de la vall d'Andorra - segles ix-xiii, i, Andorra, Govern d'Andorra, 1988.
- Cebrià Baraut, Cartulari de la vall d'Andorra - segles ix-xiii, ii, Andorra, Govern d'Andorra, 1990.
- Ignasi J. Baiges, Mariona Fages, Diplomatari de la vall d'Andorra - segle xiv, i (iii), Andorra, Govern d'Andorra, 1993.
- Susanna Vela, Diplomatari de la vall d'Andorra - segle xv, iv (iv), Andorra, Govern d'Andorra, 2002.
- Domènec Bascompte, Diplomatari de la vall d'Andorra - segle xvii, iii (vi), Andorra, Govern d'Andorra, 1997.
- Jordi Buyreu, Diplomatari de la vall d'Andorra - segle xviii, v (vii), Andorra, Govern d'Andorra, 2012.
- Esteve López i Joan Peruga, Diplomatari de la vall d'Andorra - segle xix, ii, Andorra, Govern d'Andorra, 1994

Els diplomataris segueixen la tradició iniciada durant els 1980 de Cebrià Baraut. Fou el primer historiador qui tingué la iniciativa de crear un volum amb els documents cabdals d'una època, tots transcrits i posats en el seu context, amb notes d'explicació per fer-los més comprensibles. És, de fet, a partir dels 1980 que es posa en marxa tot una sèrie d'estudis relatius a Andorra en tots els camps. S'inicien els primers estudis sobre prehistòria d'Andorra, els primers estudis medievals o els primers estudis d'història contemporània. Ara bé, cal destacar el paper de pioners com l'Esteve Albert qui cercà sobre els orígens medievals d'Andorra i sobre la casa d'Areny-Plandolit a qui dedicà dos volums biogràfics.

## Prehistòria
Els primers rastres d'humans a Andorra daten del Paleolític superior quan Andorra patia desgel perquè s'havia acabat l'últim període glacial (Würm). Abans d'això, Andorra estava coberta per una glaciació que impedia la vida humana. Les primeres passes d'humans són, doncs, d'Homo sapiens. Amb la desglaciació, el clima s'escalfa amb les repercussions conseqüents. En aquest entorn, apareix un grup de farratjadors provinents de l'Arieja i del Segre, que aprofiten l'abric rocós de la Balma de la Margineda per establir-s'hi durant l'estiu. Havien trobat un passatge ideal entre Catalunya i França. Existeixen restes arqueològiques diverses que estan a l'espera de ser exposades.
Cap al VI mil·lenni aC (6000 aC al 5000 aC), es constata un augment espectacular de presència humana a la Balma. Un fet que ens confirma que els recol·lectors-caçadors del Paleolític superior canviaren a un mode de vida propi del Neolític. Per exemple, la Balma de la Margineda s'utilitza com a pleta per al ramat. Cap al 6640 aC, aquesta població abandona la Margineda i es trasllada a la vall del Madriu -avui parc natural declarat Patrimoni immaterial de la humanitat per la UNESCO- on continua el desenvolupament humà. Destaquen tombes com la Feixa del Moro, tot i que situada a Ordino.
L'aïllament geogràfic que produeix la serralada dels Pirineus va impedir que els canvis exteriors hi arribessin ràpid. S'hi continua amb una economia mixta i amb predomini de la ramaderia per sobre de l'agricultura, sempre combinant-t'ho amb caça i recol·lecció. Però, tot plegat evoluciona cap a hàbitats més elaborats, on es troben tombes amb rituals, ornaments i diversos metalls de bronze. Destaquen les restes del Cedre i de Prats. A Prats, s'hi han trobat escriptures rupestres, popularment conegudes com a Roc de les Bruixes. És la primera forma escrita dels primers humans a Andorra.
A l'edat del ferro, aquestes primeres comunitats s'integren en el món ibèric, si bé és molt probable que parlessin una llengua bascoide. Es pensa que els topònims andorrans venen del basc o una llengua molt pròxima, tot i considerar altres hipòtesis. Del món ibèric andorrà destaca la tomba del Grau de l'Antuix, el poblat iber de l'Antuix, els materials de ferro trobats al Roc de l'Oral, al Roc d'Enclar, així com diferents monedes.

## Edat antiga

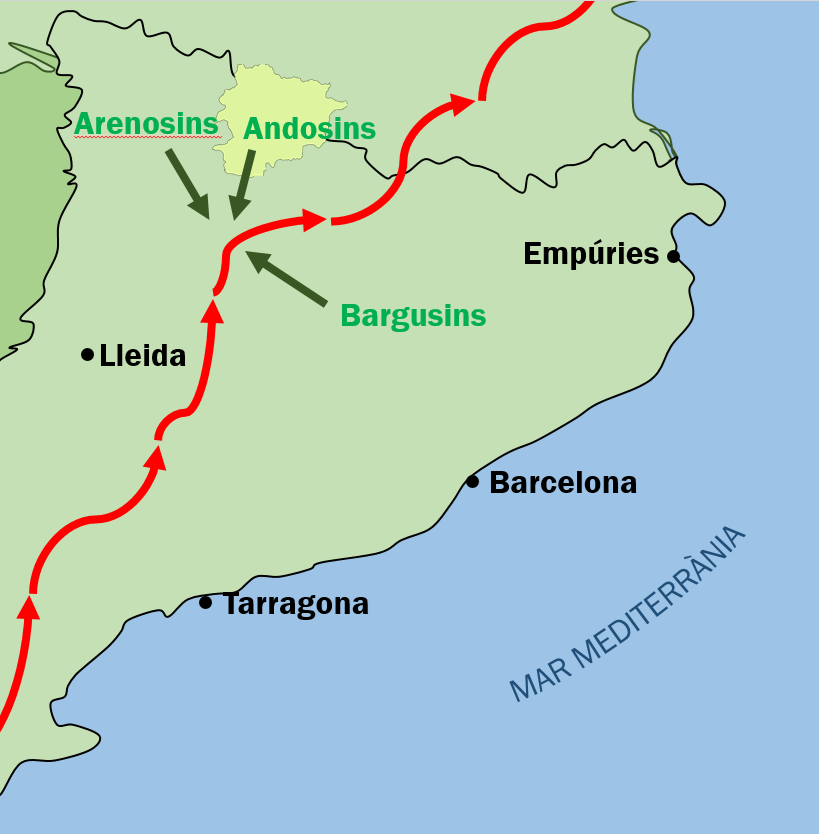
Ruta d'Hanníbal (en vermell) en direcció a Itàlia i pobles ibèrics (en verd) que s'hi van oposar en batalla

El procés de romanització d'Andorra va venir molt tard. Els primers documents romans que parlen d'Andorra els trobem en el context de les guerres púniques: l'historiador grec Polibi de Megalòpolis, en relatar el pas d'Hanníbal pels Pirineus, esmenta els bargusis, airenosis, ilergets i andosins (els quals hom ha volgut identificar amb els antics andorrans) com a part de pobles sotmesos durant la travessa:
| «                           | Després d'haver dut a terme els esmentats preparatius durant l'hivern i d'haver garantit així la seguretat de l'Àfrica i d'Hispania, en ser el dia ficat, avançà amb noranta mil soldats d'infanteria i uns dotze mil de cavalleria. Passà el riu Ebre i sotmeté les tribus dels ilergets, bargusis, aerenosis i andosins fins als Pirineus. | » |
| — Polibi, Històries, III 35 | |   |

Però els historiadors dubten d'aquesta submissió vista la resistència dels pobles de la península ibèrica. Per exemple, a Lusitània, Viriat va suposar un maldecap per als romans. Seria possible, doncs, que els andosins i altres ibers haguessin oposat resistència a aquesta travessa. Les restes arqueològiques, però, mostren que l'entrada de Roma a Andorra és tardana i, per això, els escrits tenen encara més elements per ser posats en dubte. Existeixen tombes, un recinte a Sant Julià de Lòria i l'aprofitament del Roc d'Enclar per fer-hi vi a la romana. Un cop els romans van aconseguir ocupar Hispània, decideixen organitzar les rutes comercials del territori andorrà. Andorra esdevé, doncs, una zona d'estratègia comercial. Els romans van millorar l'Strata Ceretana, situada a Llívia, per la qual un camí secundari portava els romans fins a Andorra. Amb el vi que s'hi produïa, després el traslladaven a la Seu d'Urgell per comercialitzar-lo.
Cap al segle v aC, Roma es veu sacsejada per l'ocupació del que anomenaven els bàrbars. Els pobles germànics fan que Roma decideixi militaritzar els Pirineus. Andorra, en aquesta estratègia, entra dins de la marca hispànica. L'objectiu era construir castres i ajudar-se de la barrera natural dels Pirineus per fer foragitar els nouvinguts.

## Edat mitjana

### Alta edat mitjana

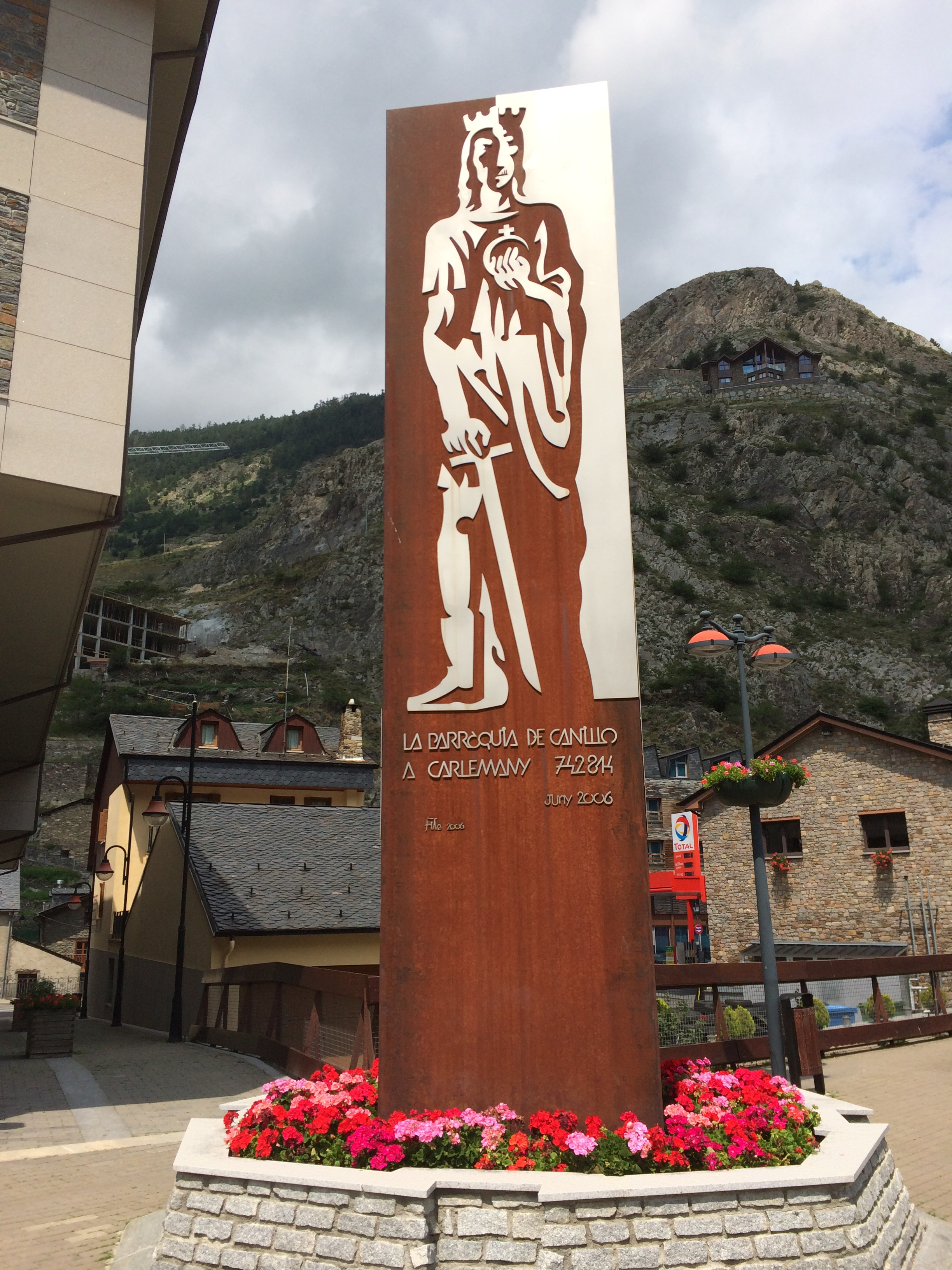
Homenatge a Carlemany, estàtua situada a la parròquia de Canillo, lloc on suposadament va passar l'emperador per alliberar els andorrans dels sarraïns

Els primers «bàrbars» que ocupen Andorra són els visigots. Quan són expulsats cap a Hispània, els francs ocupen la Gàl·lia romana. Des d'allà, comença un període de guerres per conquistar tot el territori que avui va des de França fins a les fronteres poloneses. Andorra va ser també possessió franca, ja que quan Carlemany decideix envair l'Àndalus crea novament la marca hispànica, en la qual es troba Andorra. La llegenda, però, diu que Carlemany va fundar Andorra en reconeixement de l'ajuda prestada pels seus habitants contra els musulmans sarraïns l'any 800. La llegenda també diu que Carlemany va entrar per Canillo a cavall i va expulsar els musulmans que es concentraven a Andorra. Això explica que a l'himne andorrà es faci referència a Carlemany com l'alliberador de la nació andorrana. Però la llegenda continua sent llegenda. El que sí que se sap, en canvi, és que el territori andorrà va formar part de la Marca Hispànica, que després esdevé la Catalunya Vella des d'on es formen els Països Catalans. Tot i així, la presència de Carlemany a Andorra és visible en avingudes i altres indrets susceptibles de tenir topònims que facin recordar l'emperador carolingi.
A la mort de Carlemany, els seus successors perden autoritat sobre el regne perquè es barallen per la possessió del territori, a més d'haver de fer front a les invasions normanda, musulmana i hongaresa. El territori està dividit en comtats, en els quals els comtes tenen cada cop més poder. Ben aviat desatenen el vassallatge que li deuen al rei carolingi. Per tot plegat, l'imperi carolingi es fragmenta en petits principats, regnes, etc: el de Flandes, Baviera, Catalunya… Andorra entra dins la Catalunya Vella en tant que comtat d'Urgell. Els comtes catalans es veuen aviat assetjats per l'expedició Abu-Yússuf Yaqub al-Mansur. Andorra va ser objecte de ràtzies. Guifré el Pelós és el darrer comte de Barcelona, moment en què els altres comtes li reten homenatge fent-lo senyor dels Comtats Catalans. És a dir, l'expedició sarraïna fa que els comtats catalans demanin ajuda al rei franc. No ho fa i els comtats catalans decideixen no renovar el vassallatge i el comte de Barcelona s'acaba col·locant com a única autoritat sobre tots els comtats de forma que hi governa a la pràctica amb independència. És la Catalunya Vella.
És en aquest context que dos senyors feudals van adquirint importància a Andorra: el comte d'Urgell i de Cerdanya, Sunifred I, i el senyor del monestir de Sant Serni de Tavèrnoles. Absorbeixen progressivament les possessions dels pagesos del comtat d'Urgell. Presumiblement l'any 843, el comte d'Urgell rep per part de Carles el Calb el territori que correspon avui a Andorra. Els comtes d'Urgell consoliden el seu poder, mentre decreix el poder del senyor del monestir de Sant Serni de Tavèrnoles. La fuita dels sarraïns de la Catalunya Nord fa que es despreocupin per les terres que tenen als Pirineus. És així perquè a la resta de comtats catalans s'emprèn la Reconquesta. És a partir de llavors que comencen a vendre les seves possessions al bisbe d'Urgell. L'any 1133 és la darrera cessió. Andorra queda en possessió del bisbe d'Urgell. És probable que la cristianització d'Andorra comencés en aquest moment, ja que s'ha trobat la separació administrativa del territori andorrà (parròquies) en una Acta de consagració de la catedral de la Seu d'Urgell, que data del 839.

### Baixa edat mitjana
La catedral d'Urgell se situa al capdamunt de les jerarquies feudals mercès a les compravendes efectuades amb els comtes d'Urgell. És a dir, té un poder amb conseqüències que poden enutjar-lo en cas de no poder-les protegir. Primerament, els habitants d'Andorra comencen a contestar l'autoritat del bisbe per no ser imposats. El bisbe ha de signar dues concòrdies: la concòrdia de 1163 i la concòrdia de 1176. En segon lloc, les possessions són cobejades per cases feudals dels voltants. Per solucionar-ho, el bisbe decideix passar un tracte amb la família dels Caboet. Infeuda la família Caboet, és a dir, els cedeix una part de l'administració dels seus béns andorrans a canvi de protecció militar.
L'any 1185 aquest pacte es gira en contra seva. L'única filla i hereva dels Caboet, Arnalda, es casa amb l'hereu del vescomtat de Castellbò, Arnau. El bisbe d'Urgell no hi està d'acord perquè els Castellbò són càtars i perquè volen el seu patrimoni. Però el casament se celebra igualment. És l'inici d'una guerra entre el bisbe i els Castellbò que durarà durant tota la resta de l'edat mitjana. Conflicte que es trasllada a la casa dels Foix. Els Castellbò decideixen no retre el vassallatge al qual estan obligats i troben, tots dos, bisbe i Castellbò, l'ocasió d'afrontar-se durant les croades albigeses. Els Castellbò decideixen durant aquest conflicte casar-se amb els comtes de Foix. Els Foix també són càtars i, a més, volen posseir el tron de la corona d'Aragó-Catalunya. Les croades albigeses són l'ocasió ideal per començar l'expansió. El comte de Foix munta la lliga dels Barons, que saqueja Andorra i la Seu d'Urgell. El rei catalanoaragonès decideix protegir el bisbe d'Urgell. Però un cop acaben les croades el problema encara no s'ha resolt.
És llavors quan el rei catalanoaragonès decideix obligar les dues parts a fer la pau. El comte de Foix proposa un pariatge. Un pariatge era un document que concedia la propietat d'un territori a dos senyors de manera igualitària, posant fi als litigis que podien haver-hi. El comte de Foix estava acostumat a redactar-ne. El pariatge del 1278 és molt important per a la història d'Andorra per diversos motius. Primerament, estableix la pau i Andorra passa a ser possessió de dues parts de manera igualitària. En segon lloc, perquè estableix les relacions que han de tenir les dues parts entre si i amb els seus súbdits. És a dir, estableix que els habitants d'Andorra han de pagar un impost (la quèstia) als dos senyors anualment i per anys senars. Estableix com s'ha de fer justícia a Andorra. En tercer lloc, perquè estableix el sistema de coprincipat. És a dir, hi ha dos prínceps (el bisbe d'Urgell i el comte de Foix). Els dos han de demanar-se permís per fer qualsevol cosa l'un a l'altre, els dos tenen la mateixa autoritat i els dos manen sobre Andorra. Per acabar, és important per a Andorra, ja que a partir d'aleshores es considera que Andorra és independent. És a dir, el sistema de coprincipat ha permès al llarg dels segles que el territori andorrà fos difícilment violable. Cap monarca, dictador o president aconseguirà posseir realment el territori andorrà perquè l'accés del coprincipat al tron de França imposa dues figures de pes que són difícils de desfer. Andorra es garanteix una autonomia amb què aconsegueix fer-se independent amb el ròssec del temps.
Això ens mostra que el pariatge pren un altre sentit i és això el que permet la independència andorrana: el pariatge està ratificat per les dues personalitats més altes del feudalisme, rei i papat. Però, poc després tornen les baralles entre el bisbe d'Urgell i el comte de Foix. Aquest cop perquè el comte ha decidit construir un castre (petit castell) a Sant Vicenç d'Enclar (Roc d'Enclar). El bisbe veu aquesta construcció com una ostentació i violació del pariatge. Primerament perquè no ha demanat permís per fer-ho, segon perquè és una declaració de guerra. Tornen les baralles i els saquejos de la lliga dels Barons. L'any 1288 se signa un segon pariatge (o pareatge) i la pau s'aconsegueix definitivament, tot permetent que el sistema de coprincipat perduri fins als nostres dies. El segon pariatge ratifica l'anterior i prohibeix la construcció de castells a Andorra. Això fa que totes les construccions fossin enderrocades al país, raó per la qual Andorra no pot presumir de castells com sí que poden fer altres indrets (ex.: castell de Foix).

### El Consell de la Terra, el romànic i el català

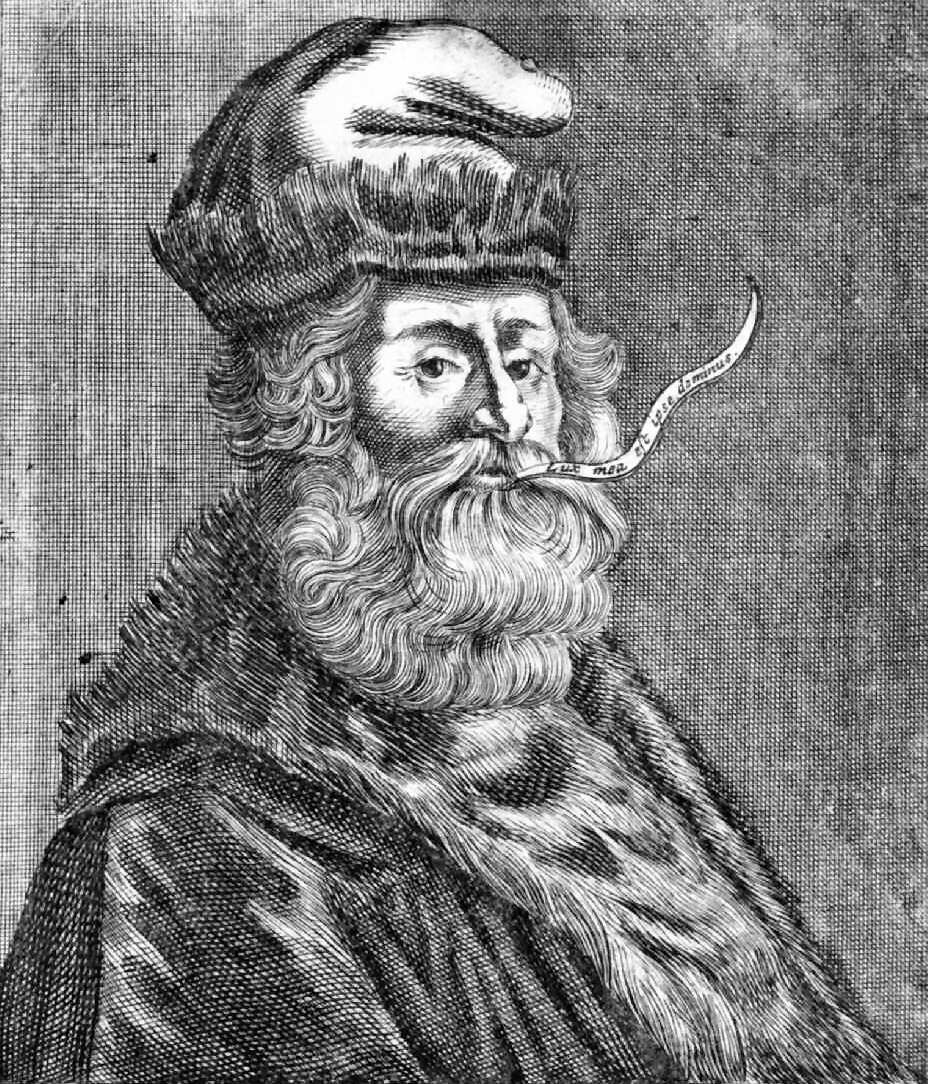
Gravat de Ramon Llull del segle XVIII

L'acció dels coprínceps no sempre és ben rebuda per les Valls d'Andorra. Els seus habitants expressen malestar per males pràctiques. És per aquesta raó que els habitants del país comencen a organitzar-se i, de les demandes, es crea el Consell de la Terra, és a dir, el primer parlament andorrà. Avui és considerat com l'un dels més antics d'Europa. Fou proposat per Andreu d'Alàs l'any 1419 i consisteix en realitat en una representació de parròquies (la divisió administrativa del país). Dit d'una altra manera, és un parlament federat. El Consell de la Terra esdevé cabdal per al país perquè és la representació de la voluntat i sobirania popular a llarga carrera. A mesura que s'avança en els segles, el Consell de la Terra esdevé la representació de la personalitat andorrana. Com a tal, representa la sobirania popular i la voluntat d'ésser en contexts imperialistes. És mitjançant aquestes premisses que el Consell de la Terra actua sobre Andorra, contestant sempre la sobirania dels coprínceps. La figura dels coprínceps es veu ben sovint qüestionada, sobretot amb l'aparició del nacionalisme i el concepte d'estat nació al segle xix. Paral·lelament, es munten els primes comuns i quarts (administració local).
La cristianització es manifesta per tot arreu a l'Edat Mitjana. És possible que l'adoració cap a les verges vingui de l'Edat Mitjana i, especialment cap a la Verge de Meritxell, patrona del país, la qual cosa evidencia la cristianització del país. L'art romànic és una altra mostra de la cristianització del territori nacional. Paral·lelament, el llatí és abandonat de mica en mica per ser substituït pel català. Andorra és considerada, juntament amb la Catalunya Vella, com l'embrió del català. Durant les expedicions de Jaume I de Catalunya, el català ateny la seva edat d'or, estenent-se a València, Mallorca i la Franja d'Aragó. D'altra banda, les condicions econòmiques a Andorra no devien ser fàcils. La població pateix desnutrició general degut a les intempèries típiques d'un territori muntanyenc. S'ha calculat que, a Andorra, vivien uns 1.700 a 2.300 habitants a partir de les Concòrdies. A mesura que avança l'Edat Mitjana, l'agricultura i la ramaderia són complementades amb professions artesanals i amb la metal·lúrgia. Es construeixen fargues que adopten l'estil de farga catalana. Quant a mentalitats, la població està altament marcada per la concepció catòlica del món.

## Edat moderna

### La societat andorrana

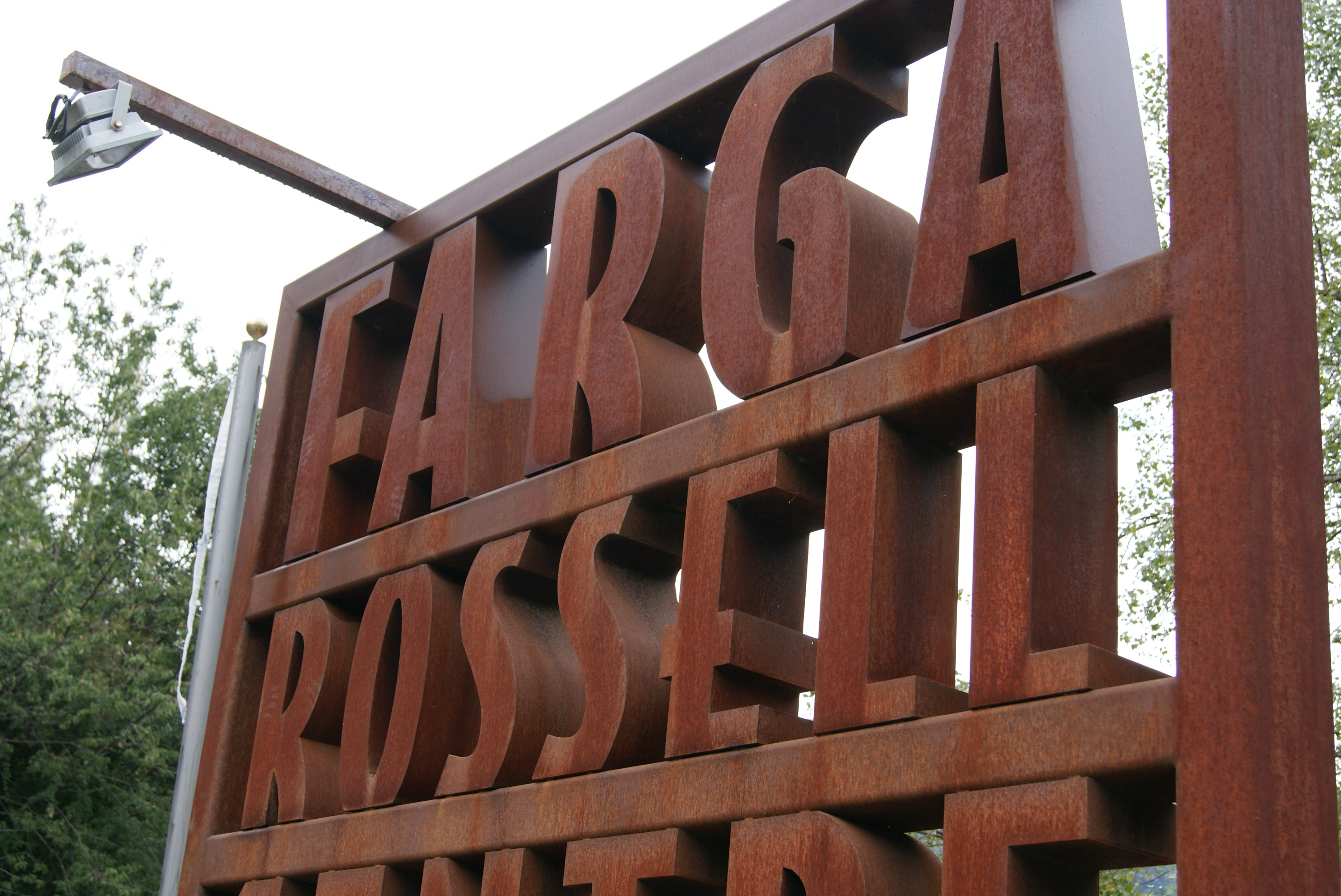
Entrada del Museu Farga Rosell situat a La Massana

L'economia andorrana de l'època moderna creix entre els segles XII-XIV, trencant l'escenari de l'edat medieval. Es combina agricultura, ramaderia, indústria artesana, metal·lúrgia i dos nouvinguts: el tabac i el comerç. La mortalitat i natalitat continuen sent altes, però la població ha augmentat gràcies a l'activitat econòmica. En conseqüència de les exploracions d'Amèrica Llatina, s'introdueix el tabac a Andorra i algunes companyies comercials i mercantils modernes.
La importació d'Amèrica d'alguns productes porta aviat a un vertader comerç lucratiu, del qual se n'aprofiten els imperis com França, Espanya o el Regne Unit. Per això el fa una especial aparició en territori andorrà. Els estats veïns intenten controlar-ne l'entrada i sortida perquè Andorra constitueix un punt de fuga que per al monopoli establert. La manca de fiscalització a Andorra va fer que el tabac comencés a produir-se i vendre amb força. La prohibició i intent de control per part d'Espanya i França va fer que nasqués el contraban, d'on moltes famílies andorranes en van treure un gran profit. Paral·lelament, i seguint amb el creixement puntual medieval, la indústria artesana i metal·lúrgia arriben al seu zenit. Les fargues obren com panellets, s'explota la mena que es troba a les muntanyes, es multipliquen els molins fariners... Obre la primera confraria dels Paraires de Sant Pere Màrtir. L'any 1606, el Consell de la Terra decideix controlar la germandat administrativament. Esdevé un gremi i una associació de caràcter social i cultural alhora. El comerç fa que comencin a muntar-se les primeres fires. Un punt, que com el tabac, provoca problemes amb els coprínceps. La insistència de la població representada pel Consell de la Terra fa que el bisbe cedeixi i autoritzi les fires. La d'Andorra la Vella esdevé una cita nacional. Avui transformada en dues fires, la segona amb caire capitalista.
Tot plegat fa canviar la societat. L'organització social andorrana de l'època moderna tria l'estil de vida tradicional català basat en la casa pairal. És a dir, segons aquest sistema, hi ha un «cap de casa», amo absolut del patrimoni familiar que, en morir-se, passa a un únic hereter universal: l'hereu o la pubilla. Els altres germans o germanes han de marxar del sostre familiar. Poden emigrar a l'estranger o llogar-se com a mossos en una casa que ho necessiti. Aquest sistema crea una societat estamental de dos tipus de població: els focs (cases pairals riques) i els casalers o poble menut (cases pairals pobres i de recent creació).
D'altra banda, els moviments com el Renaixement o el barroc, propis de l'època, no s'impregnen totalment a la societat andorrana. L'aïllament d'Andorra envers la resta de països fa que es continuï construint i creant art romànic. Però, l'enriquiment econòmic fa que es comencin a decorar els interiors de les esglésies amb retaules barrocs i gòtics. Les esglésies són ampliades, tot i mantenir un format petit. Malgrat això, l'arquitectura civil resta com l'expressió artística de l'època moderna per excel·lència a Andorra. La Casa de la Vall n'és una mostra.
Per acabar, la pesta també afecta Andorra. Això fa que s'intenti evitar els contagis a Andorra, però la manca de coneixements no pot evitar la proliferació de la malaltia. Es van tancar les fronteres com a mesura de protecció, pensant que les malalties circulen de frontera en frontera. És evident, doncs, que la societat andorrana mancava de coneixements científics.

### Unió dels drets de consenyoria dels comtes de Foix a la corona de França

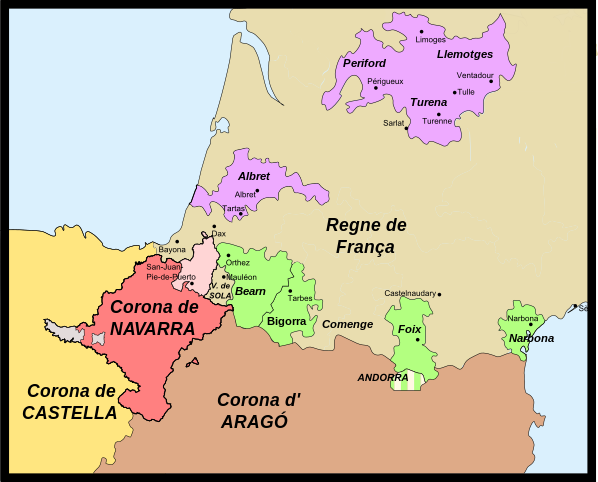
Possessions del comtat de Foix

Mentre el títol de copríncep es mantingué en el bisbe d'Urgell, el de l'altre titular, el comte de Foix, passarà per diverses mans al llarg de l'edat moderna per la banda francesa, finalment, ocupat pel rei de França. A partir d'aquest moment, el títol de copríncep seguirà mantenint-se a París sota monarquia absoluta o parlamentària, dictadura o república. Concretament, fins a arribar al rei de França, el títol passà de la filla de Gastó III de Foix, Isabel, al comtat de Bigorra pel seu casament amb Arquimbald de Grilly. La unió afegeix les possessions del comtat de Bigorra a les de Foix.
Navarra i Aragó entren a la guerra (Guerra Civil catalana) per la successió del tron. Un cop Navarra és afegida a Aragó, Gastó IV es casa amb Elionor I de Navarra, filla del rei d'Aragó Joan II el Gran. Caterina I de Navarra es casa amb Joan III Albert, donant per iniciada la dinastia dels Albert. L'última Albert, Joana III, es casa amb la família Borbó, concretament amb Antoni de Borbó.
El 1562, esclaten les guerres de religió entre catòlics i protestants a França. França està governada per la dinastia dels Valois, que és catòlica, però Navarra està governada per protestants. La monarquia espanyola, per la seva banda, ha unit les corones d'Aragó i Castella. Castella i Aragó són precisament catòlics, contràriament a Navarra. S'inicia així també la guerra de religió a Les Espanyes. Quan Francesc II de Valois puja al tron només té 15 anys i tres famílies nobles comencen a esbatussar-se pel tron prenent com a excusa la religió. Així, es forma a França la lliga Catòlica.
Arribats a Enric III de França i Valois la corona francesa i catòlica té un problema: no hi ha descendència. La lliga Catòlica busca llavors suports a la monarquia espanyola, cosa que es tradueix pel reconeixement del cardinal de Borbó com a hereu de la corona dels Valois. El problema amb aquest reconeixement és que el Regne navarrès és protestant. S'inicia, doncs, la guerra entre Enric III de Navarra i Enric III de Valois. L'any 1589, finalment, Enric III de Valois i Enric III de Navarra passen una aliança mitjançant la qual el navarrès esdevé hereu dels Valois i, per tant, rei de França. Poc després, Enric III de Valois i de França és assassinat. La noblesa francesa es baralla, doncs, per la coronació perquè l'hereu legítim és protestant.
El 1593 s'ha de convocar els Estats Generals, alhora que Enric III de Navarra decideix convertir-se al catolicisme. La conversió fa que la noblesa francesa l'esculli com a rei, heretant d'aquesta manera el títol de copríncep d'Andorra vist que el seu pare, Antoni de Borbó, havia heretat el títol per la seva dona, Joana III dels Albert. Finalment, l'any 1594, el rei navarrès pren el títol de rei de França sota el nom d'“Enric IV de França”. Els andorrans van cobrar protagonisme en aquests estats generals, ja que es van negar que el governador de Foix intervingués en els afers andorrans, per molt que fos en nom del rei, considerant que el rei era l'únic senyor a qui tenien.
L'any 1618, el Consell francès, és a dir, els assessors del rei Lluís XIII, van resoldre el conflicte sorgit dels estats generals dictaminant que el governador de Foix podia intervenir sobre els afers andorrans, sempre que respectés les particularitats (privilegis) andorranes. Vist que els bisbes no es poden casar, del costat episcopal, el títol de copríncep seguirà estant en mans del bisbe d'Urgell. Tanmateix, serà el rei o reina d'Espanya qui els nomenaran, perquè així li ho va demanar la monarquia espanyola al papa Adrià VI l'any 1521. Els andorrans acusaren Castella de voler-los castellanitzat i això mateix pretenia amb tots els territoris de parla catalana.

### La Reforma i Contrareforma a Andorra
La Reforma Protestant i Contrareforma van sacsejar el territori andorrà, no perquè els andorrans es convertissin al protestantisme, sinó perquè les guerres dels estats veïns van provocar pillatges, confrontaments, sancions, etc. Andorra és vista pels regnes del seu voltant com un feu calvinista perquè el títol de copríncep passa durant al guerra a mans del rei navarrès que és protestant. El bisbe i copríncep, que és catòlic, utilitza les acusacions per treure's del mig bandolers i opositors al règim. El país va ser objecte d'incursions hugonotes que venien a destrossar esglésies. El Concili de Trento va tenir incidències sobre Andorra perquè es va obligar a mantenir un registre de batejos, matrimonis i defuncions per localitzar a tothom. Per tot plegat, el bisbe aconsegueix que s'introdueixi el Tribunal de la Inquisició a Andorra, que passa a dir-se Tribunal de la Inquisició de les Valls. En realitat, és el Tribunal del Sant Ofici espanyol adaptat a terres andorranes. El pretext per introduir-lo va ser que Felip II d'Espanya hauria rebut la notícia que a Andorra "es venien cavalls luterans". Segons el Manual Digest, a Andorra s'hi practicava bruixeria i això era temut. El tribunal va topar amb el copríncep francès, que va prohibir-lo perquè s'havia implantat sense informar-ne i sense el seu consentiment. Efectivament, el pariatge estableix que tota mena de decisió ha de ser presa entre els dos coprínceps conjuntament. A canvi, va instaurar el Tribunal de Cors, que esdevé en realitat un Tribunal de la Inquisició camuflat. El Manual Digest informa dels casos de crema de bruixes a Andorra i de condemnes per bandolerisme. També informa sobre la visió que tenien els andorrans del protestantisme i de «les bruixes». Pensaven que les bruixes es reunien especialment al Roc de les Bruixes i a l'estany d'Engolasters, on feien reunions amb balls desenfrenats en què es podia convertir qualsevol intrús en «gatàs negre». També pensaven que per ser bruixa a Andorra calia tenir el cor del costat dret. Els andorrans eren en majoria catòlics i van celebrar la presència del Tribunal de Corts, si més no això apunta el Manual Digest. La inestabilitat que va produir el bandolerisme va fer que es creés el «somatent».

### Guerra de Successió Espanyola

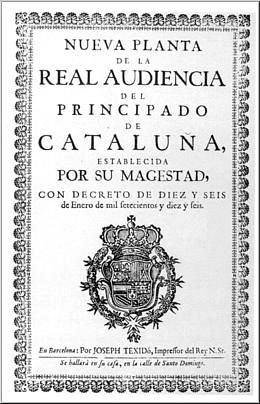
Portada del Decret de Nova Planta

Durant la Guerra dels Segadors els andorrans van donar suport als catalans perquè se sentien catalans. Tot i el règim de coprincipat, Andorra formava part de Catalunya i podia assistir a les Corts Catalanes com a autonomia catalana.
Quan l'any 1641 les autoritats catalanes, presidides pel canonge de la Seu d'Urgell, Pau Claris, proclamen rei de Catalunya a Lluís XIII, rei de França, el rei català, en realitat francès, també esdevé copríncep d'Andorra i s'uneixen els títols entre Catalunya, Andorra i França. Aquesta situació obliga Pau Duran, bisbe d'Urgell i defensor de Castella, a deixar el bisbat i refugiar-se a Castella. Lluís XIII usurpa dels drets de Pau Duran. Les guerres van afectar severament l'economia del país. Però la situació va continuar així fins a la signatura del Tractat dels Pirineus (1659) on Castella i França fan la pau, però Catalunya perd la Catalunya Nord que passa a mans franceses. Citacions del mateix rei permeten avui dia albirar que l'actitud del monarca francès sobre Andorra de mantenir-ne el pariatge tenia a veure amb la seva intenció de fer-se amb el territori català que en aquella època incloïa Andorra.
A la Guerra de Successió Espanyola els mateixos escenaris de la Guerra dels Segadors es reprodueixen. Els andorrans se senten catalans i donen suport als territoris de la corona d'Aragó-Catalunya. Això vol dir que col·laboraren en contra del regne de Castella. A les dues bandes, Catalunya i Andorra, se sabia perfectament quines podien ser les conseqüències d'una successió dinàstica en mans dels Borbons. Els andorrans simpatitzen doncs amb l'arxiduc Carles d'Àustria o Carles III.
Una de les primeres reaccions a la Guerra de Successió és intentar consolidar les institucions andorranes: comuns, parlament i coprincipat. És probablement per aquest motiu que comencen a delimitar-se les funcions dels parlamentaris i els comuns. En surt la figura del síndic, avui president del parlament, a l'època portaveu del Consell de la Terra. Neixen també els cònsols majors i menors (menor en substitució per absència del major). Un cònsol és un alcalde i un conseller general és un diputat. L'elecció al Consell de la Terra és censatària. Això fa que no tothom hi pugui participar. Els representants han de ser obligatòriament el caps de casa de les cases pairals riques. Un fet que ens explica que la societat és masclista i estamental. Arrel de les tempestes i mal temps, propis d'un paisatge muntanyenc com és l'andorrà, el Consell de la Terra va comprar l'any 1702 la casa de la família Busquests, avui coneguda amb el nom de Casa de la Vall. Es transforma en la seu del parlament andorrà i, de mica en mica, s'adopta un altre nom per designar el Consell de la Terra, el Consell General.

#### La màxima defer l'andorrà

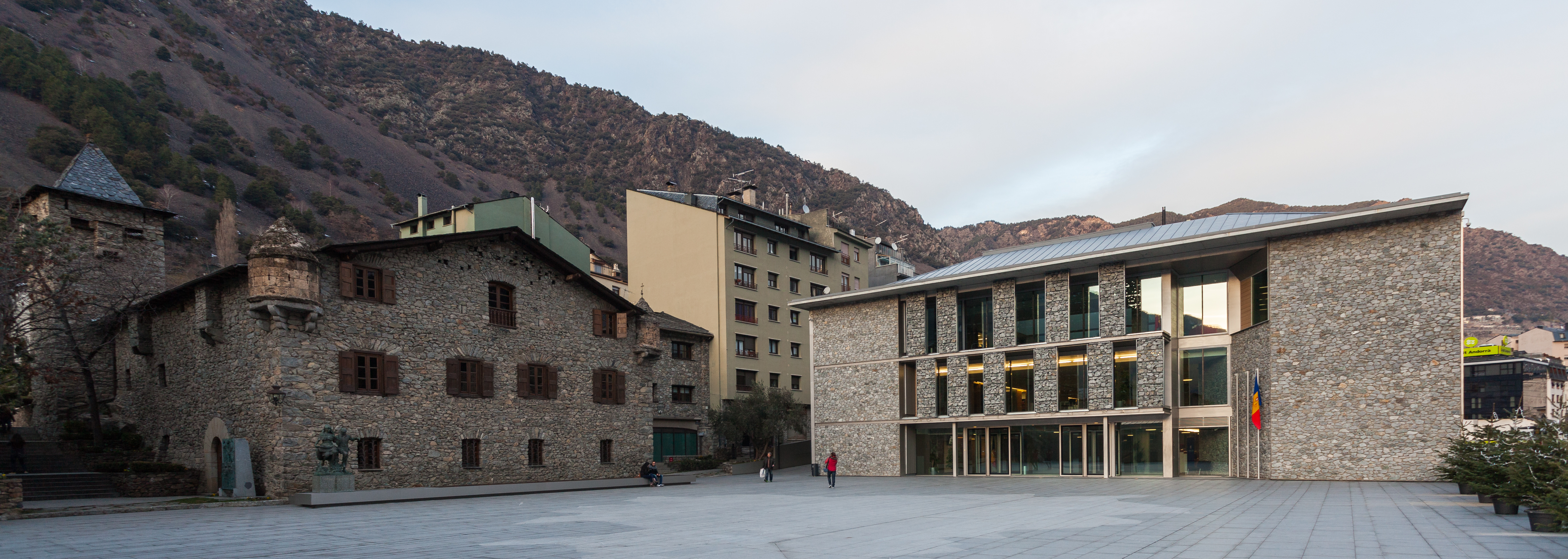
La casa de la Vall, seu de l'antic parlament andorrà. Actualment museu. En front, la nova seu. Al bell mig la plaça de la Vall

Andorra ha vist com Catalunya perdia la seva sobirania i com l'imposen un rei, unes institucions i una llengua que no li són pròpies. De por de perdre la sobirania, institucions i llengua, tal com l'ha perduda Catalunya, el país reacciona perquè, de fet, el rei hispànic és net del rei francès i copríncep alhora d'Andorra. El problema és que la reacció comportarà maniobres força cíniques. En virtut dels Decrets de Nova Planta quan Castella aboleix les franquícies duaneres repercuteix sobre Andorra, considerada com a territori català. Això vol dir que tot producte que entrés a Catalunya, sigui andorrà o estranger, havia de pagar una taxa del 10% sobre seu valor. Era un perill per a l'economia andorrana perquè vivia de les franquícies.
El Consell General inicia negociacions on fa valdre l'argument que Andorra era neutral i que els esdeveniments a Catalunya no tenen connexió amb Andorra. Espanya hi acaba donant raó amb la Sentència de Manutenció que anul·lava aquest 10% exclusivament sobre els productes andorrans. La sentència és cabdal perquè fa néixer de forma no volguda un Estat a part i independent anomenat Andorra. No volguda perquè ni Madrid ni París reconeixen que Andorra sigui un estat a banda però pensen que d'aquesta manera acaben guanyant perquè divideix territori andorrà. De fet, França pensa que d'aquesta forma aconsegueix apropar encara més Andorra a França amb la finalitat d'annexionar-la. Andorra és qüestionada, així mateix ho explica el Manual Digest, però amb el ròssec del temps la Sentència de Manutenció avala els arguments presentats pels andorrans i porten Andorra a nodrir-se d'una Constitució no escrita que li permet separar-se de França, Espanya i els Països Catalans quan l'any 1993 entra a formar part de l'ONU.
Paral·lelament, el 1748 el Consell General demana la redacció a Antoni Fiter i Rossell del Manual Digest. És un memoràndum sobre l'origen històric d'Andorra i de la seva situació jurisdiccional per tal de dotar de coneixements i arguments als polítics andorrans. La intenció és evitar la ingerència espanyola. El momeràndum està pensat primerament per instruir els polítics andorrans per tal que es puguin defensar en cas necessari. En segon lloc, és una espècie de «constitucions» que recull privilegis... i, per tant, serà utilitzat com a tal. És, en realitat, un manual de tipus maquiavèl·lic que pretén orientar la política andorrana amb l'objectiu d'evitar l'annexió d'Espanya. Més endavant, es continua l'obra de Fiter i Rossell amb redacció del Politar andorrà i els Llibres de privilegis.
Els manuals estan redactats en llengua catalana, fet que ens demostra que Andorra la vivacitat de la llengua al país. Però això no treu que Andorra ha de jugar altres cartes. S'aprofita del fet que el copríncep episcopal no vol perdre els seus privilegis per mirar de convèncer la Cort a Madrid que Andorra és diferent en virtut del Pariatges. La qüestió és aconseguir que Andorra sigui tractada com un territori a banda i, d'aquesta manera, evitar que s'apliquin els Decrets de Nova Planta. En aplicar-se, l'economia andorrana s'hauria vist en misèria i, per això, el Consell General porta formatges al monarca hispànic. Madrid cedeix i uns anys després París també perquè a ambdues parts els interessa dividir el territori català per d'aquesta forma tenir-lo més controlat.

### Revolució Francesa

Segons l'historiador Gaston Henry Aufrère, Napoleó va inserir el color blau als colors medievals catalans, formant la bandera andorrana

La primera repercussió de la revolució francesa sobre Andorra és, sens dubte, la decapitació del rei i copríncep l'any 1793. La segona va ser el canvi de règim per als francesos. Passaven d'una monarquia absolutista al règim de república amb una constitució que, a més, reconeix la Declaració dels Drets Humans. Així, arran de la revolució, el copríncep d'Andorra passà a ser un president elegit per la població francesa amb el temps.
Tots aquests canvis, inicialment, només van afectar molt de lluny Andorra, però a mesura que s'avança cap al segle xix són cada cop més palpables. Els andorrans del segle xviii viuen en un país absolutament amagat entre muntanyes, poc obert, de fet molt aïllat, amb una societat estamental fortament arrelada i amb poques ganes d'obrir-se a l'exterior. Els canvis exteriors inevitablement havien d'arribar.
L'any 1793 es produeix el primer efecte. El prefecte de l'Arieja es va negar a cobrar la quèstia que li portaven els andorrans perquè la considerava un impost feudal i França era una república. Tot seguit, les autoritats revolucionàries van renunciar al títol de copríncep i després de cinc segles s'estripa el pariatge. Això implicava per al país que quedava exclusivament sota el poder del bisbe d'Urgell i perdia els seus privilegis econòmics i fiscals, lligats a la seva sobirania. Les revoltes a França no van deixar, en un primer moment, a les autoritats andorranes cap marge d'actuació i van haver-se d'esperar. Només va ser a partir del 1801 quan es van iniciar els passos escaients per recuperar el coprincipat. Es va crear una delegació andorrana per presentar una sèrie d'arguments al copríncep francès a fi de restablir el coprincipat.
L'any 1799, la burgesia moderada francesa va lliurar el càrrec de cònsol a un jove i prestigiós general, Napoleó Bonaparte, que aviat és proclamat emperador. D'arribada, la situació no fou gens bona ni per a França, ni per a Europa, ja que es manté Europa en guerra i, poc després, aquest general inicia una guerra expansionista a la resta del continent, on saqueja, mata, roba, viola... Napoleó volia efectivament ampliar l'imperi francès, així que l'any 1806 signa el decret mitjançant el qual restableix el coprincipat.

## Seglexix

### Les Guerres Napoleòniques

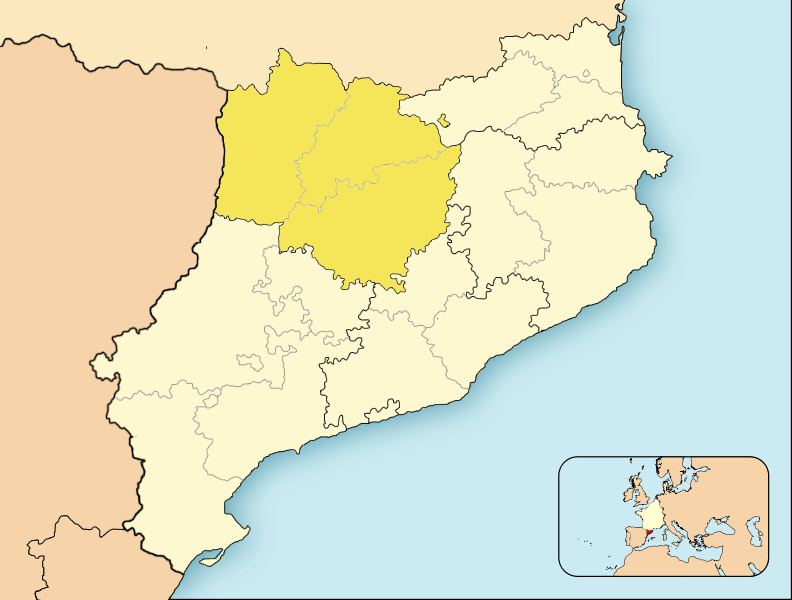
Andorra en l'Imperi napoleònic (1812-1814).
Departament del Segre (Département du Sègre)

Les guerres napoleòniques es van viure a la península Ibèrica del 1808 al 1814. Els francesos l'anomenen Campanya francesa, els espanyols Guerra de la Independència espanyola, els catalans Guerra del Francès i els portuguesos Guerra peninsular. Si tots bàndols hi donen el seu propi nom, és per anunciar-nos ja una lectura nacionalista dels esdeveniments. Per a França es tracta d'una campanya militar que engrandeix la seva glòria i per a Castella la independència d'Espanya. Bonaparte va annexionar-se Catalunya i Andorra. Formava part del “projecte d'annexió de nous territoris a l'Imperi napoleònic”. Com que França va quedar dividida en departaments arran de la Revolució francesa, les annexions anaven acompanyades d'un redisseny territorial. L'Europa napoleònica va redibuixar-se en 130 departaments. Andorra va incorporar-se al departament del Segre; que alhora formava part dels 5 departaments catalans (Pirineus Orientals, Segre, Ter, Montserrat i Bloques de l'Ebre). Dins del Segre, Andorra estava integrada en el districte de Puigcerdà. El país va veure trontollar la seva independència mentre durà la guerra, cosa que comportà problemes amb els privilegis econòmics i institucionals del país. Al final de la guerra, quan Ferran VII d'Espanya retorna al tron, els andorrans s'adrecen a la monarquia espanyola perquè li confirmi els privilegis. L'any 1817, mitjançant una reial ordre, el comerç andorrà va restablir-se i es va desbloquejar la situació creada per la guerra.

### Les Guerres Carlines
A partir de l'any 1820, la monarquia espanyola va veure's sacsejada per guerres entre absolutistes i liberals. El país es transforma en una rereguarda de Catalunya. El model liberal pretén fer-se amb Andorra i per això els liberals hispànics envien comissariats amb l'objectiu d'anar fent treball de camp i, així, trobar l'ocasió per incorporar Andorra dins d'Espanya sense que això comporti un enfrontament amb França. En aquest període, Castella no vol pas desfer-se del seu projecte hispànic i per això mira d'apropar-se a Portugal i de qüestionar Andorra. Amb el pretext que cal desfer-se del feudalisme, també vol desfer-se de la naixent nació catalana i basca. La reorganització del territori no agrada i moltes famílies andorranes decideixen donar suport al carlisme perquè d'aquesta manera s'evita l'annexió. El carlisme prometia, contràriament al liberalisme, el manteniment de les jurisdiccions anteriors. L'any 1834, el Consell General va ser obligat a signar un conveni amb un representant del govern espanyol, en el qual s'estableix que Andorra no podia allotjar ni ajudar “cap persona”, sigui de quin bàndol sigui. La Segona Guerra carlina (Guerra dels matiners) va comportar el pas de les tropes carlines per Andorra des del sud de França. El govern de Madrid va ordenar el bloqueig de la frontera i va imposar al Consell General una sanció econòmica dura.

### La Qüestió d'Andorra
La Qüestió d'Andorra. Si per al Regne Unit, Bèlgica, França, Suïssa o Alemanya la revolució industrial va representar un desenvolupament espectacular de la societat i economia, per a Andorra va suposar la ruïna. Les fàbriques de Catalunya i França van fer la competència a una economia andorrana estancada en l'època moderna. L'Andorra del principi del segle xix va mantenir-se amb el mateix model econòmic. Les fargues van començar a tancar progressivament a mesura que Catalunya s'industrialitza a la segona meitat del segle xix. L'alt cost del transport, la dificultat de trobar mena, l'esgotament dels boscs i els centres de producció gegantins catalans i francesos van catapultar el país a una crisi espantosa. Aquesta es va afegir a l'arribada de la còlera i la febre groga, que van portar el país a un èxode migratori. La gent marxava per primer cop.
La crisi econòmica en què va caure el país no va tardar a crear malestar entre la població. Eren cada cop més les veus que volien un canvi, solucions palpables i efectives. Veus que reclamaven canvis econòmics, socials i polítics, sobretot polítics. Però el Consell General, responsable de la política del país, va reaccionar amb la inacció. Un comportament força previsible. La societat andorrana del segle xix va continuar, com en el camp de l'economia, amb el sistema estamental de l'època moderna. D'un costat, estaven les cases riques, els focs. De l'altra banda, estaven les cases més pobres o de recent creació, els casalers. El problema d'aquesta estructura era que els focs eren els únics a poder participar en la vida política. Però les fargues havien transformat la riquesa del país. Alguns casalers es tornen rics i la crisi econòmica els obliga a tancar les fargues. El Consell General no es mou i això els molesta. En ésser casalers, no se'ls permetia participar en política. No podien votar ni ser elegits. Estaven exclosos de la vida política.

#### La reforma des de dalt
Un grup de ciutadans amb l'ajuda de la casa de Guillem d'Areny-Plandolit, l'una de les famílies de riquesa recent, organitzen una primera demanda de reforma. Una demana que volgué recolzar-se amb el suport popular. Adreçada al copríncep episcopal, els responsables s'acaben autoproclamant com a progressistes. És l'anomenada Nova reforma, és a dir, el document resultant d'aquestes demandes. El 22 d'abril del 1866, el bisbe Josep Caixal i Estradé hi va decretar a favor mitjançant el decret Pla de reforma, en el qual es recollien totes les peticions dels reformistes:
- dret a vot a tots els caps de casa sense diferències
- creació del càrrec de comissionat de poble amb la finalitat de controlar l'administració i els comptes comunals
- renovació de la meitat del parlament comunal i general cada dos anys
- incompatibilitat entre el càrrec de conseller general i el de cònsol o conseller de comú
- limitació del nombre de consellers de comú de cada parròquia
- durada màxima d'un càrrec a quatre anys

Tres anys més tard, el copríncep francès, Napoleó III, va ratificar la reforma. Però per molt que la iniciativa fos acceptada, permetent acabar amb la segregació entre focs i casalers, les tensions sorgides de la crisi econòmica pujaren. En efecte, amb les noves eleccions sortints, s'intenta transformar Andorra en un Mònaco al vell mig dels Pirineus i això no agradà a França, que volia continuar mantenint el control sobre casinos i l'esbarjo.
França va prohibir l'obertura de casinos al país i Mònaco va aprofitar aquesta prohibició per fer venir fortunes europees i així fer-los gastar els diners al país. Andorra va voler imitar Mònaco. El problema, però, era que el Consell General no tenia suficients recursos per finançar-ne la construcció. L'octubre del 1866, el Consell General va optar per signar un contracte de concessió amb una banca francesa que havia d'obrir un casino a Andorra a canvi de construir-hi carreteres. Però el projecte va fracassar perquè els coprínceps se'n van assabentar i van prohibir la construcció del casino balneari. El contracte era percebut com una sortida a la crisi i la negativa no va agradar a la població.

#### La reforma des de baix
El 8 de desembre del 1881 va esclatar una revolta en ofensiva a la negativa dels coprínceps. Una part del poble, la que patia més la crisi, es va armar i amb el suport de les companyies de joc va fer caure el Consell General. Els revoltats van concedir casinos i balnearis a una companyia estrangera. La revolta armada posà contra la corda l'autoritat dels coprínceps, raó per la qual França decideix bloquejar fronteres i fer caure els revoltats.
La revolta durà fins al mes de juny. Un escenari en què es formen camps favorables a la revolta i contraris a aquesta. El dia 10 de juny a la nit, després de diverses reunions entre representants dels revolucionaris i dels contrarevolucionaris, es va arribar a un acord. S'establí una pau momentània i generalitzada per als dos bàndols i la celebració de noves eleccions generals. Els coprínceps no van acceptar-ho i van ordenar al Tribunal de Corts de jutjar i condemnar els revoltats. El Tribunal de Corts, designat pels coprínceps, condemnà a dures penes els revoltats i prohibí formalment el joc a Andorra. Una prohibició que ha durat fins al 1993.
El fracàs d'aquesta revolta va ser encara més difícil de pair. Sobretot sabent que Madrid tornava a taxar l'entrada de mercaderies vingudes d'Andorra (1887). El govern de París, del seu costat, veient que el contraban proliferava, tampoc va esperar a endurir el control.
Arrel de la revolta, però, França decideix interessar-se per Andorra i retornar a les seves habituals ambicions de fer-se amb el micro-estat. D'aquesta manera proposà a Andorra tecnologia i una vertadera adaptació a la Revolució Industrial a canvi de desfer-se del coprincipat. Conscients de la situació social i econòmica per la qual passava el país, França pensava que convenceria els andorrans i només aconseguí fer esclatar una vertadera guerra entre Espanya, Andorra i França. És l'anomenada Qüestió d'Andorra s'ha d'emmarcar en la Qüestió d'Orient.
En efecte, la naixent nació catalana fa ús de la Renaixença per exaltar la cultura catalana. Andorra, que viu aquesta mateixa resorgiment, es troba entre els projectes imperials hispànic i francès, entre la construcció nacional catalana, que inclou Andorra i, finalment, entre la necessitat de triar un camí propi. El Consell General decideix doncs de promoure la via de la secessió i, per tant, Andorra argumenta quedar-se com a país a banda. Molts aventurers romàntics vinguts de fora, acaben percebent aquesta mateixa intenció i, com a conseqüència, parlen d'Andorra a fora com a República independent. No és ben bé així, Andorra era un coprincipat, no pas una República però això permet donar-nos compte que malgrat la Renaixença, Andorra expressar sentiment dit nacional. D'aquesta forma es podria dir que Andorra és aleshores un estat independent de facto, en plena construcció, que fa de la Renaixença un element per construir-se com a Estat nació a banda.

### El poble desaparegut del Fener
A Andorra com als altres indrets del món, les inundacions, desplaçaments de terreny o activitats sismològiques no són noves. Per exemple, va haver-hi inundacions els anys 1586, 1726, 1772 o el 1837. Totes dramàtiques. Però n'hi ha una que ha suscitat especialment l'interès de la premsa andorrana del segle XXI. Es tracta de la inundació i despreniment de terreny del 1865. L'interès es deu al fet que el poble del Fener (Escaldes-Engordany) va enfonsar-se amb els seus habitants, muntanya avall, desapareixent per complet. Els escrits sobre l'època i que documenten precisament aquesta desaparició apunten la causa a l'activitat sismològica detectada a Itàlia. Del poble, es tenen referències des del 1176, en què se'n documenta per primera vegada a la consòrcia del bisbe Arnau de Pereixens. El Manual Digest també en parla, com també els escrits de diverses visites pastorals a les esglésies d'Andorra l'any 1760. Hi ha igualment escrits del segle xix amb referències a aquest poble. Però n'hi ha tres que destaquen més. El primer data del 1841-1848, quan la reina Isabel II d'Espanya envia a Andorra un comissariat especial, don Bonofació Ulrich, per fer uns "apunts sobre les valls neutrals d'Andorra". El segon i tercer són els, potser, més importants, ja que esmenten la catàstrofe de l'englutiment del poble amb pèls i senyals. Va ser el geòleg convidat pel Consell General l'any 1883 qui va relatar per primera vegada l'ocorregut. L'any 1892 un viatger català, Josen Aladen, va fer el mateix.

## Segle XX

### Els anys elèctrics

#### El protectorat francès

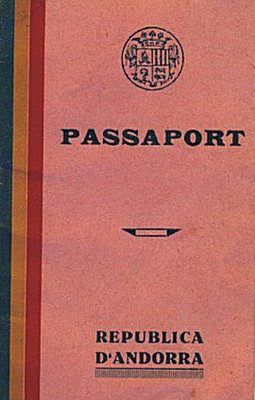
Exemple d'un passaport "republicà" andorrà, mostra del clar desig dels andorrans de fer-se reconèixer a l'exterior

Durant tot el segle xx, França i Espanya tracten Andorra com si fos un protectorat, una colònia o part directa del seu territori. Els andorrans lluitaren per fer-se reconèixer internacionalment com a estat nació independent. Espanya i França se serviren dels Pariatges per adoptar una actitud paternalista. Andorra jugava amb l'estira-i-arronsa dels dos bàndols. Quan França prenia posicions d'hostilitat envers Andorra, Espanya hi reaccionava en contra. El mateix passava en sentit contrari. El Vaticà, pel seu costat, mira de controlar la jerarquia malgrat que Espanya té més d'una manera per imposar-se sobre la persona del bisbe de la Seu d'Urgell. Els andorrans de principi de segle xx tenen simpatia envers el catalanisme malgrat que les autoritats andorranes no sempre la tinguin, per una necessitat d'anar fent l'andorrà. França com Espanya no volen reconèixer el dret a autodeterminació de Catalunya. I, de fet, tampoc volen que Andorra pugui ser tractada com un país a banda. Els andorrans que vivien a Catalunya contribuïren al canvi de mentalitats del coprincipat, havent fins i tot mirat d'abolir el coprincipat a canvi d'una república. L'SDN no vol acollir Andorra com a membre degut als fils que mou França per impedir-ho.

#### Els fets de 1933
El principi del segle xx andorrà està marcat per la necessitat d'industrialitzar-se i en no haver-hi cap mena d'infraestructura, les carreteres passen a ser una vertadera obsessió. L'administració veu a les carreteres la manera d'obrir el país a l'exterior per introduir-lo en la Revolució Industrial. Andorra s'havia de modernitzar i les comunicacions eren l'element clau perquè això es produís. Durant l'inici de segle xx la introducció de l'electricitat porta molts industrials catalans a explotar els recursos hídrics dels Pirineus. El Consell General aprofita l'ocasió per signar amb una empresa estrangera que pugui explotar els recursos hídrics d'Andorra a canvi de construir-hi carreteres. Un projecte ambiciós que s'estanca per les guerres europees. La construcció d'una central hidroelèctrica fa canviar el panorama ideològic del país. El socialisme i el capitalisme són introduïts. Això provoca les primeres vagues per drets laborals i les primeres mostres de suport al sufragi universal, a més d'un suport explícit a un canvi de règim polític. Les autoritats andorranes hi reaccionen malament perquè voldrien mantenir el statu quo. Per això mateix es divulga a la premsa estrangera la imatge d'un territori bucòlic i molt tradicionalista. Una vertadera imatge de postal. Però els andorrans emigrats a Catalunya i França volen trencar amb aquest bucolisme: és l'anomenada revolució del 1933.

#### Andorra i les guerres europees
El posicionament d'Andorra durant la Gran Guerra és difícil de precisar. Segons informacions entre diferents pàgines web que es poden trobar per internet i un article del diari New York Times, Andorra li hauria declarat la guerra al bàndol central (Àustria-Hongria, Itàlia i Alemanya). Però segons la recerca feta pel periodista Agustí Mas d'RTVA, és probable que aquesta declaració de guerra fos falsa. Tot i així, tres andorrans van anar a fer la guerra del costat dels Aliats de la Primera Guerra Mundial.
Durant la dictadura de Primo de Rivera, el dictador va intentar prohibir el català a les escoles espanyoles d'Andorra. També l'Estat català va preveure utilitzar Andorra com a centre d'estratègia per alliberar Catalunya. La presència massa important de guàrdies civils a la Seu d'Urgell va fer decantar el projecte cap a Vallespir. Tot i així, a Andorra es va allotjar un contingent de catalans que es feien passar per miners, però que tenien per objectiu fer fracassar la dictadura.
Durant la Guerra Civil espanyola, el país es va decantar cap al bàndol feixista i nacionalista espanyol. Segons els documents que es tenen de l'època, va ser per raons alimentàries, ja que el país esperava avituallament de part dels republicans, que finalment no varen enviar res, i que els franquistes van aprofitar per seduir el país. El bisbe va marxar a l'asil a Itàlia i es va unir també al bàndol feixista. També hi va haver presència de republicans a Andorra i de simpatitzants andorrans cap a la República. Aquests ocupaven molts cops càrrecs importants. L'escassetat i pobresa provocada per la guerra va portar el Consell General a emetre moneda pròpia.
Durant la Segona Guerra mundial, el país es va veure en el punt de mira d'espionatges de totes bandes. Ràdio Andorra va ser objecte d'espionatges per part americana, francesa, espanyola... El país es va veure immers en un escenari de pobresa absoluta, amb un bisbe franquista i un representant del copríncep francès pronazi. A Andorra, s'hi va matar gent, però també se'n va salvar. Andorra va ser lloc de refugi, però no dels més estables.

### Els Anys Daurats
El món del final de la Segona Guerra mundial no té res a veure amb l'anterior. Europa, i de retruc la resta del globus, assisteix progressivament a un escenari bipolar. D'una banda, està l'Europa capitalista recolzada pels americans. De l'altra, està l'Europa comunista recolzada per l'URSS. Andorra, per la seva situació geogràfica, va quedar dins del bloc capitalista i, per tant, el país va viure les transformacions pròpies d'una societat que camina vers el capitalisme i la posterior globalització. La guerra va engendrar la prohibició de fites democràtiques abans aconseguides a conseqüència del gir a la dreta a Europa. Així, el sufragi universal masculí va ser prohibit, obligant a tornar al sistema anterior de la Nova reforma. Els 50 i els 60 es transformen, doncs, en els anys de la lluita per recuperar aquests drets, per tenir drets laborals, però també en el segle del "turisme de massa". Si per als Estats Units els anys 50 i 60 són els anys del "somni americà", per a Andorra els anys 50 i 60 també són els anys del "somni andorrà". Es podria dir que el país va passar en l'espai de 30 anys d'una economia preindustrial a una de postindustrial. Si quan es va reunificar Alemanya es va parlar del miracle alemany, no és gens exagerat qualificar la situació d'Andorra com a "miracle andorrà". A partir d'aleshores, el país ha anat evolucionat al ritme del món, mai en paral·lel o en diferit com sí que passava abans. Tant és així que Andorra ha assolit un PIB per capita i una esperança de vida superior als països més estàndards de l'economia al final del segle xx. L'obertura andorrana a l'economia capitalista es va traduir en dos eixos. En primer lloc, el turisme de massa (neu i compres) i, en segon lloc, en l'anomenat paradís fiscal, és a dir, en la desfiscalització del país.

#### Les relacions amb el franquisme
Andorra dona suport al franquisme durant la Guerra Civil Espanyola i després d'aquesta. Una actitud que s'explica per diversos motius. En primer lloc l'ambient pro-feixista a Europa i, en segon lloc, la tendència ideològica majoritària d'un país petit, situat al vell mig d'una serralada que té moltes dificultats per industrialitzar-se i viu encara de l'agricultura. Però, a aquests fets cal afegir-hi les vagues migratòries vingudes per la Guerra Civil Espanyola. Durant la primera fase de la guerra, el país acull molts espanyols favorables al feixisme. Molts són o tenen un contacte estret amb la jerarquia alta del règim. Per tant, aprofiten el país per seure-hi gairebé definitivament. Pugen dins l'estructura política del país i utilitzen les institucions andorranes per donar força al règim.
Després de la guerra, les vagues migratòries són més aviat republicanes i, de resultes, tenim un ambient popular cada vegada més favorable al final de la dictadura. Això a nivell popular perquè les institucions continuaren en la major part en mans de franquistes. El franquisme, per la seva banda, aprofita la manca de recursos de la Segona República Espanyola per fer arribar l'avituallament que Andorra havia acordat amb els republicans. Aquests no poden de cap manera fer arribar-lo i el franquisme instal·la a Andorra els seus propis centres d'espionatge amb què mira de fer caure la República. Després de la guerra, el règim franquista manté una bones relacions amb Andorra i això permet que el territori no sigui violat. El país passa a ser considerat informalment com a territori independent per bé que en boca dels ministres de Franco, Andorra és dins la Seu d'Urgell i aquesta dins de Catalunya que no pot ser altra cosa que Espanya.
No debades això, les institucions andorranes tingueren episodis difícils i d'estricta cordialitat, fins i tot d'enemistat amb el règim degut als refugits maquis i al règim de paradís fiscal. Fortunes franquistes utilitzaven el país per evadir-hi imposts, comissions, etc. Espanya no aconsegueix posar peu sobre Andorra a causa del paternalisme francès que segueix considerant el micro-estat com a territori seu. Això manté una rivalitat viva entre Madrid i París, la qual cosa és aprofitada per Andorra per comportar-se de facto com a estat a banda.

#### La Seguretat Social andorrana
L'allau d'immigrants va ser espectacular, el país va passar de 5.000 habitants a més de 60.000 en l'espai d'uns pocs anys. La població de nacionalitat andorrana va passar de representar el 70% de la població a ser-ne només el 30%. Aquests percentatges només són assolits per petits països com Mònaco, San Marino o Liechtenstein. A Fora d'Andorra, al bloc capitalista amb democràcies liberals, s'imposa l'estat del benestar i, el micro-estat encara no l'ha incorporat. L'administració es va mostrar molt reaccionària en un primer moment davant l'onada immigrant.
| 6.176                                     | 8.392 | 19.545 | 35.460 | 54.507 | 78.549 | 85.015 |
| Font: Departament d'Estadística d'Andorra |       |        |        |        |        |        |

El país mancava de lleis de regulació del mercat de treball. Manca de condicions de treball, hores no regulades, sense protecció social, sense descans, etc, i, també, sense sindicats. Unir-se a un sindicat o protestar estava molt mal vist. A Ràdio Andorra, per exemple, es va contractar mà d'obra clandestina per construir l'edifici. Els andorrans excloïen els nouvinguts. A més, l'administració andorrana no va posar gaire de la seva part per integrar i garantir la cohesió social. La llengua del país, que pateix pel franquisme i les polítiques jacobistes, és marginada i l'immigrant no l'aprèn. Un escenari que ha potenciat el multilingüe malgrat que ha tocat la pròpia identitat del país. Arrel de la visita del copríncep Charles De Gaulles a França, el Consell General es veu obligat a muntar una Caixa de Seguretat Social Nacional. El president de França, capdavanter en aquest assumpte, juntament amb el Regne Unit i els països nòrdics, trasllada a la Casa de la Vall i a la Plaça del Poble la necessitat d'abandonar el nacionalisme ètnic i integrar els nouvinguts. La llei s'acaba difonent amb una campanya que n'exaltava el prestigi per tal d'apaivagar els ànims d'un patronat que volia viure encara amb les mateixes condicions industrials del segle xix.

#### Andorra i la cultura de masses
El canvi radical de què va ser objecte Andorra gràcies a l'arribada del capitalisme també havia, òbviament, de modificar el modus vivendi dels seus habitants. L'anomenada cultura de masses és un producte de la societat de consum i correspon a una etapa avançada en el desenvolupament industrial capitalista. El bé esdevé de consum massiu i passa a ser idolatrat. Les cues a les botigues es multipliquen i l'estoc circula com pres per un frenesí imparable. El mercat esdevé comú i la societat s'homogeneïtza, és a dir, adopta els mateixos costums, sigui quin sigui el seu lloc d'origen o d'estada. L'"estil de vida americà" es va traduir per als andorrans en l'arribada de les primeres cuines modernes, amb productes estel·lars com el Duralex, amb abundància alimentària i la introducció de la "cultura adolescent", com de l'oci i de les estrelles. A conseqüència de tenir una població en majoria molt més jove i menor d'uns 25 anys, la música, el cine, la moda... experimenten canvis radicals. Andorra es deixa emportar per la Chanson Française i pels Beatles. Entra la cultura del "compra i llença". La beatlemania va fer néixer el fenomen de fans, els primers concerts i va contribuir a l'arribada de la música pop. A Andorra, tenim una mostra evident d'aquesta nova cultura musical. La chanson française s'escoltava a Ràdio Andorra i el país va acollir concerts de Jonhy Halliday, Dalida... L'emissora era líder a França i bona part dels països europeus.

#### Les sufragistes andorranes
Arrel del Maig Francès, el país veu néixer les primeres reivindicacions feministes. El mes de maig del 1967, tot un grup de dones van fer una crida a la signatura d'una súplica que després havia de ser lliurada al Consell General perquè el parlament cedís el dret a vot, així com el dret a ser elegides. El Consell General només va respondre a la iniciativa el 4 de juliol del 1969, és a dir, dos anys després de la presentació de la sol·licitud. El decret del Consell General informava de dos punts. Primerament, reconeixia el dret a les dones de poder votar en igualtat de condicions que els homes, però, en segon lloc, vetava el dret que tenien de poder ser elegides. Si bé van aconseguir una part d'allò que pretenien, caldrà esperar-se al 14 d'abril del 1970, coincidint amb l'inici de la contracultura hippie, perquè els delegats dels coprínceps decretessin que "totes les dones en possessió de la ciutadania andorrana plena tindran dret a vot, en igualtat de condicions que els homes". D'altra banda, l'any 1945, en acabar la Segona Guerra Mundial, el nou president de França i, per tant, també copríncep d'Andorra, va revocar el Consell General que va sortir de les eleccions del mateix any. Considerava que el nou parlament no era representatiu de la població i pressionà perquè el sufragi universal masculí tornés a autoritzar-se.

#### El projecte de l'aeroport andorrà

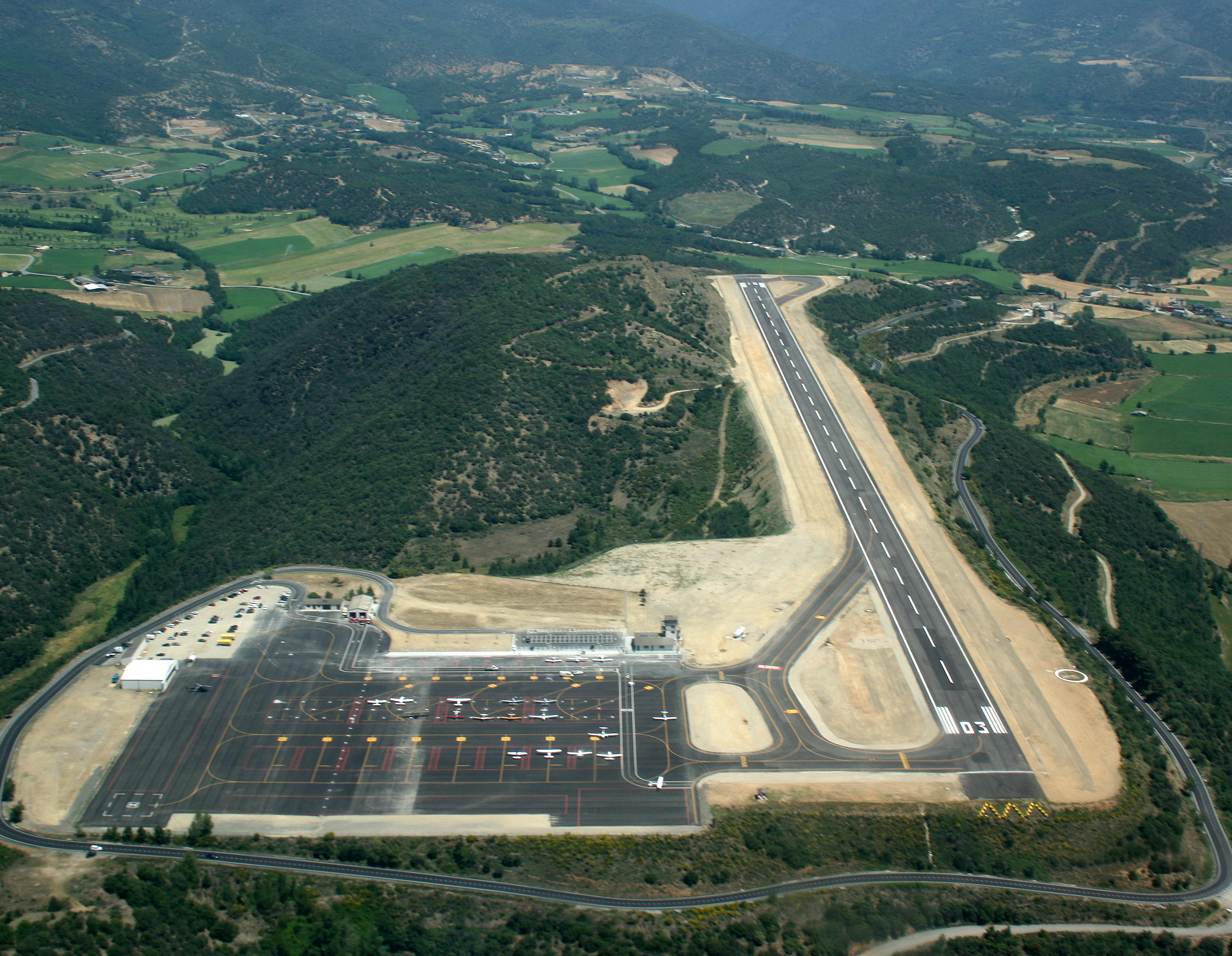
Fotografia des de dalt. Aeroport de la Seu d'Urgell-Andorra

Aprofitant el creixement econòmic en què es va veure immers el país, Andorra mira de construir el seu primer port aeri I, aquest projecte, s'explica per una necessitat de tenir vies d'accés a Andorra. Durant l'hivern, l'accés a la frontera francoandorrana es tallava tot sovint per les fortes nevades. Dins del país, només les carreteres possibiliten el passatge a condició d'estar ben asfaltades i cuidades. Així, el projecte d'un aeròdrom mai ha estat abandonat, ni pel Consell General ni pels posteriors governs. Per tant, el 1978 un grup d'empresaris andorrans, empesos per Josep Betriu i Tàpies, un empresari industrial que triomfava al país, van començar a tenir contacte amb una empresa constructora anglesa perquè es pogués crear un aeroport a la Seu d'Urgell, que geogràficament i territorialment té més condicions per construir-hi un aeroport. La construcció va acabar finalment el 1980, però va ser tancat per a ús comercial l'any 1984 i el 2007 definitivament reobert el 2014.

#### La guerra de les ràdios

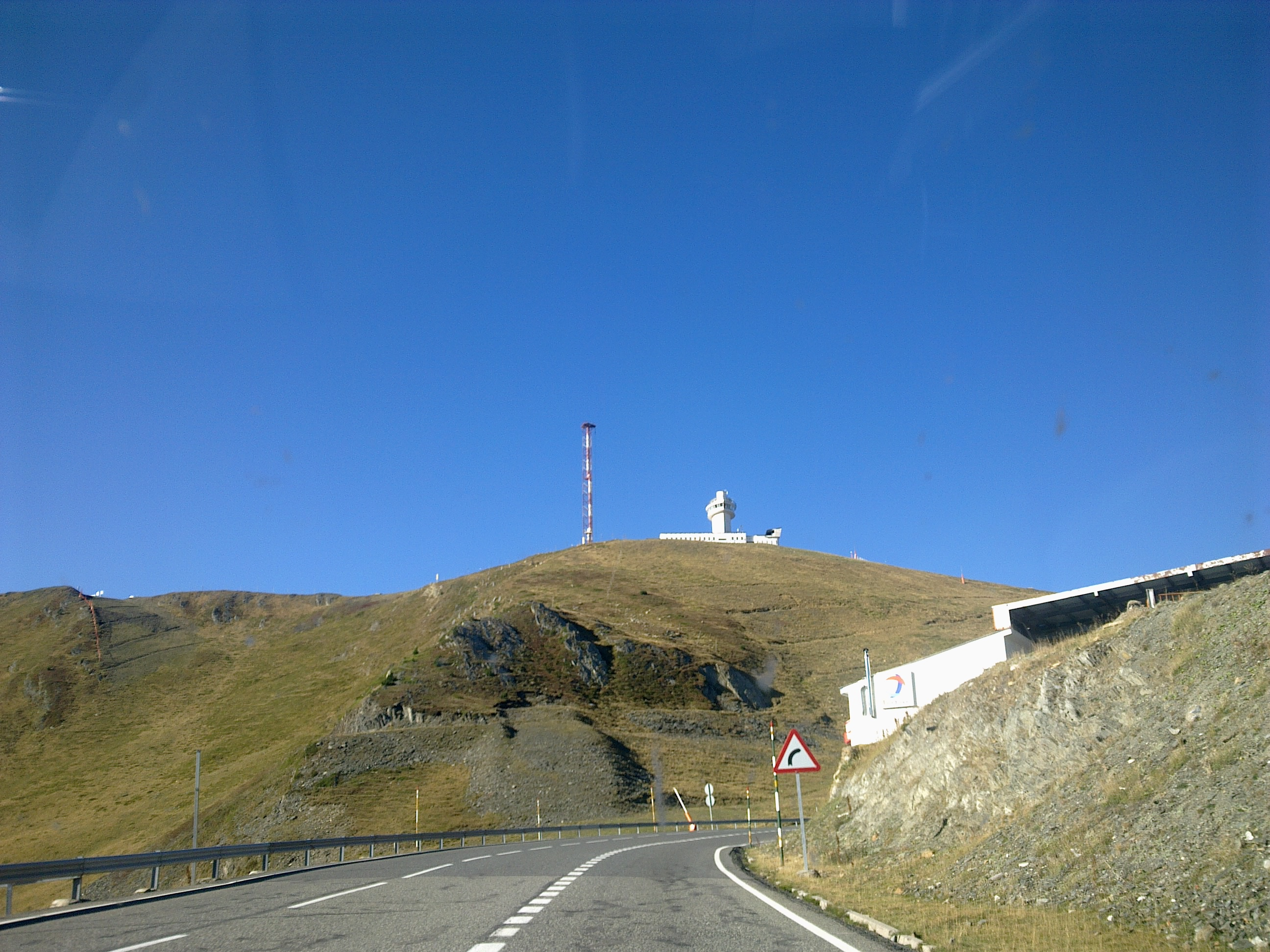
Antena emissora de Sud Ràdio a Andorra. L'emissora encara existeix a França, però la joventut del país ja no sap el perquè de la seva creació

La política de monopoli radiofònic a França porta a Ràdio Andorra a ser protagonista de la política andorrana i de la història de la ràdio a Europa. En efecte, després de la guerra el director de Ràdio Andorra és acusat d'haver col·laborat amb el franquisme i per salvar el negoci, cedeix Ràdio Andorra al govern franquista. França, enuntjada per no poder tancar-la, obren una ràdio secundària, Sud Ràdio. Havia de fer la competència a l'estació andorrana amb l'objectiu d'obligar-la a tancar les portes per manca d'audiència. És la guerra de les ràdios. Una guerra que també involucrà Ràdio Luxemburg i Ràdio Mònaco. La ràdio luxemburguesa aconsegueix fins i tot a esdevenir un precedent a Europa a nivell televisiu. Juntament amb la Ràdio i Televisió Pública Belga, construeix l'UER que avui centralitza i gestiona les emissions en directe de tots els països europeus. El Consell General volgué posar final a aquesta guerra radiofònica però mai aconseguí posar-hi peu. El copríncep l'utilitzava per fer política a través d'altres mitjans. Rere la guerra de les audiències, hi havia igualment una guerra diplomàtica. França no volia pas que Andorra pogués representar-se internacionalment perquè no volia que Andorra fos reconeguda com a estat a banda. Una actitud que confrontava França amb Espanya pels mateixos motius. A Andorra es mantenien assemblees magnes com a forma de legitimar el Consell General en tant que portaveu dels andorrans a fora com a dins del país.

### La Transició Nacional

#### Procés Constituent

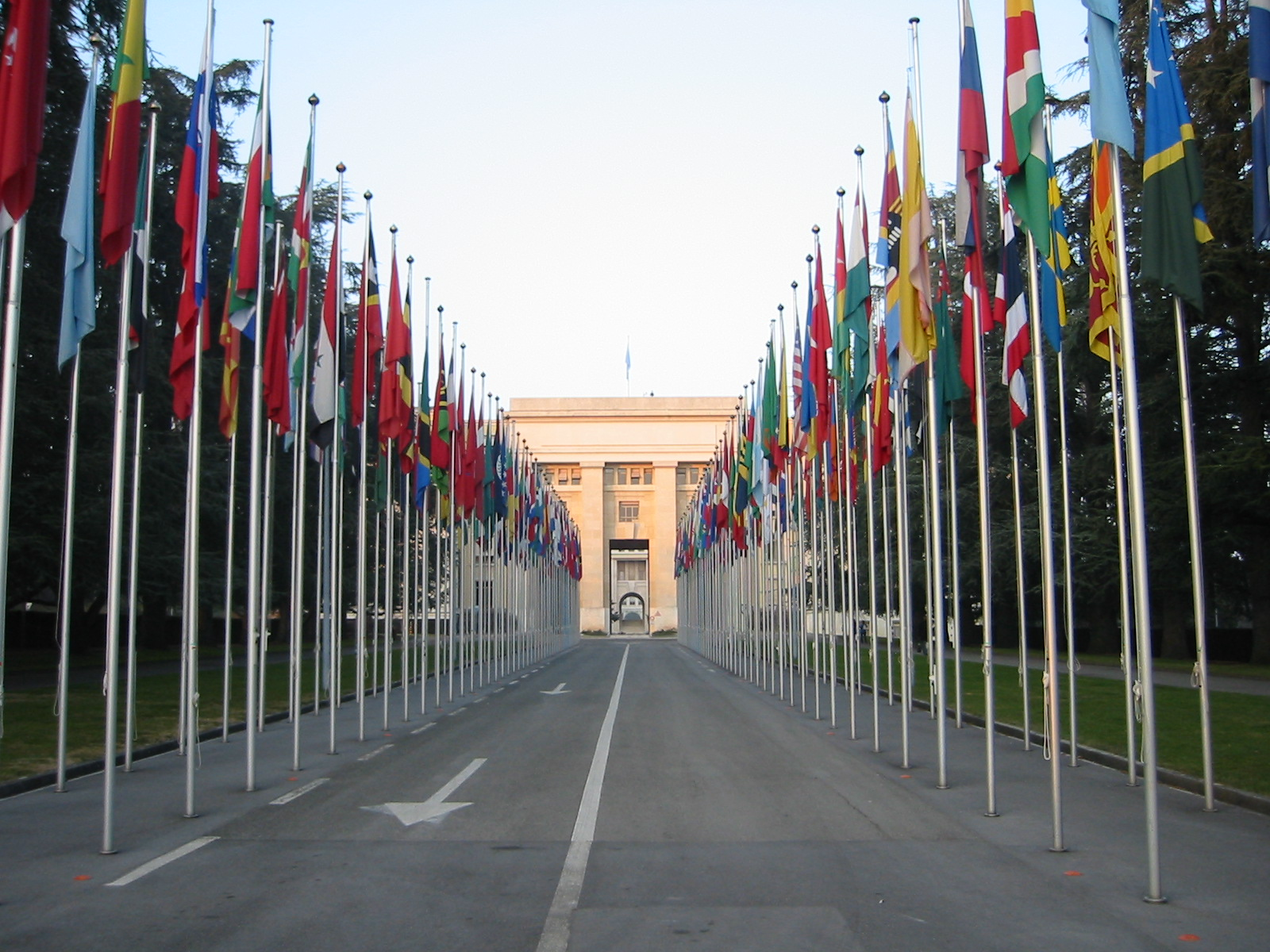
Andorra entra a formar part de l'ONU l'any 1994

Arribats als anys 1970 el món ha canviat completament. Falten poques colònies per independitzar-se, el mur de Berlín té els dies comptats, el franquisme i el salazarisme també. A Catalunya, l'ambient autonomista contagia els andorrans que decideixen prendre unànimement el camí cap a la sobirania pura. Prou de «vassallatges», aquest seria la crida del carrer que més va circular. El paternalisme hispànic i francès xoca tot de cop amb una societat que reclama tenir un govern, una separació real dels poders, drets civils i ràdios andorranes. Tot debuta l'any 1975 amb l'anomenat decret de la discòrdia. A partir de llavors, s'inicia un procés de recuperació nacional, d'una banda. L'objectiu era fer prendre consciència nacional i per això van començar-se a divulgar la cultura i llengua catalana, a més de la història d'Andorra. En aquest apartat, es va procedir a andorranitzar l'ensenyament, la ràdio i l'electricitat. Així FHASA passa a ser FEDA; Ràdio Andorra i Sud Ràdio tanquen. Ràdio Andorra és transformada en RTVA (Ràdio i Televisió d'Andorra). D'altra banda, es creen els primers organismes per construir estructures d'estat, com ara l'Institut d'Estudis Andorrans. Per acabar, s'inicien les negociacions per traspassar la sobirania dels coprínceps cap al poble. Tot plegat es tradueix en la Constitució del 1993, que autodetermina el país, és a dir, permet que Andorra sigui reconeguda com a estat a banda per la resta del món. Els coprínceps passen a ser una simple figura simbòlica sense poder intervenir en la política andorrana.
El país resulta de cara a l'exterior així com de l'interior una aberració al segle xx. No és una democràcia perquè no hi ha separació de poders. Segueix en vigor un règim feudal. No s'ha abolit la pena de mort i tampoc s'ha treballat en pro d'un estat del benestar. França segueix exercint de colonitzador i no ajuda gaire a millorar la situació dels drets humans. Les negociacions a la Unió Europea per a la incorporació d'Espanya i Portugal creen un daltabaix. L'adhesió d'aquests dos estats canvia els tractes de comerç i per això és de l'interès d'Espanya com de França de resoldre la situació andorrana. El Consell d'Europa pressiona França perquè resolgui la problemàtica dels drets humans. Espanya pressiona perquè Andorra sigui annexionada a Espanya, de tal forma que el monarca hispànic proposa un canvi de títols entre el bisbe i la corona. El bisbe mira de defensar-se apropant-se a la diplomàcia catalana i, França, preocupada perquè Catalunya s'autodetermini, es veu gairebé obligada a donar el dret als andorrans de posseir un estat propi. La situació és preocupant i s'internacionalitza. Andorra no voldria pas que la negociació de l'adhesió amb Espanya i la Unió Europea es faci sense comptar amb els andorrans. En efecte, el paternalisme hispànic, francès i itàlic permeteren dècades ençà que els micro-estats europeus deixessin que les seves relacions exteriors fossin portades pels veïns.
França nega llavors la capacitat jurídica d'Andorra a representar-se a fora, fent una nova mostra de paternalisme en "avisar" que les relacions exteriors tenen una "responsabilitat", com si el govern andorrà fos irresponsable. De fet, nega que sigui un subjecte jurídic perquè a banda i banda, ningú vol reconèixer el dret a autodeterminació de la nació andorrana. Després d'unes consultes populars, els primers referèndums a Andorra, la nació andorrana entra en un desencís important. La reforma de les institucions andorranes no avança perquè França atura tot canvi progressista. El govern andorrà, creat a la dècada dels 1980, el primer del país, no és realment autònom. La justícia, el govern i el legislatiu segueixen en mans de França i la jerarquia catòlica, la qual intervé de forma més o menys influenciada per Castella.
L'anomenada "reformeta", així mateix la designaven els andorrans en signe despectiu, fou finalment qüestionada pel Consell d'Europa que volia i, de fet, es preocupava que no hi hagués separació de poders. França es veu en l'obligació de cedir i acordar el dret a autodeterminació a Andorra. Els estira-i-arronses entre l'administració andorrana, els sindicats, França, Espanya i el Vaticà, porten a una renovació dels Pariatges amb una Constitució que fa entrar Andorra en una era. Esdevé una monarquia parlamentària de democràcia pluralista. El sistema econòmic és capitalista i s'hi aprova la integralitat de la Declaració dels Drets Humans. La pena de mort queda abolida. Andorra entra finalment a l'ONU el 1993 amb un discurs en català, el primer a la història, després que Espanya sempre s'hagi negat a fer-ho.

#### Els aiguats del 1982
Els aiguats del Valira del 1982 foren una inundació que tingué lloc entre el 7 i 8 de novembre del 1982, arran de la pluja que caigué aquella nit i que va culminar amb el desbordament del riu Segre (Catalunya) i el riu Valira. Va afectar totes les parròquies del país. El riu Valira, d'Orient i del nord van créixer durant tota la nit empassant-se cotxes, autocars, ponts, fanals, edificis i persones. Es van comptar uns 12 desapareguts i 7 morts. Els turistes que havien vingut a visitar el país van quedar atrapats als hotels, mentre que la centraleta del Servei de Bombers d'Andorra quedava col·lapsada per les trucades. Aquell cap de setmana el papa havia anat a Barcelona. La pluja també el va sorprendre. Catalunya va quedar també molt tocada pels aiguats. Van ser notícia a tota la premsa internacional. La gent es va enfilar als teulats de supermercats i el país es va trigar setmanes a recuperar-se. Va ser la primera prova de foc per al primer govern d'Andorra. Òscar Ribas Reig, cap de govern, va haver de demostrar que Andorra pot disposar d'ella mateixa.

### Dècada dels 1990
L'Andorra de la dècada dels 1990 creix econòmicament i s'introdueix en un món cada cop més globalitzat. El model econòmic es construeix sota la base d'una economia liberal, que afavoreix el model de paradís fiscal. El govern andorrà mira de potenciar l'habitatge i construeixen noves infraestructures per fer front al creixement del turisme. Negocia amb la Unió Europa un nou acord que sàpiga superar els marcs acordats i que permetin al país entrar a l'FMI i a l'OMC. La tendència migratòria continua a l'alça i la societat de l'anomenada generació constitució ara viu en un entorn totalment cosmopolita. És els temes centrals de l'Andorra contemporània i independent. El país viu amb un escenari polític molt conservador, que no s'adequa amb la realitat del país, que és molt més diversa i plural. Aviat les veus crítiques comencen a fer-se sentir. L'aprovació de la Llei de matrimonis és un exemple clar dels canvis que ha d'afrontar la nova societat. L'Església d'Urgell deixa de tenir el mateix pes i l'activitat comercial deixa d'estar sotmesa als imperatius religiosos. Es construeixen infraestructures cabdals per a l'economia del país. És el cas de Caldea. Alhora les negociacions amb la Unió Europea s'estanquen progressivament pel contraban de tabac i pel sistema de paradís fiscal. En política exterior, el país viu convuls la Caiguda del règim iugoslau i el genocidi ruandès. La diplomàcia andorrana no voldria pas que el reconeixement de Kosovo sigui un impediment per al bon veïnatge amb Madrid.

## Segle XXI

### Globalització
La introducció de la globalització va representar un mal de cap per a la població andorrana. La desregularització dels mercats financers i l'atorgament de crèdits dits subprimes als Estats Units va provocar una crisi de grans dimensions a Andorra. El país entra doncs a l'era del sense fronteres amb una greu crisi econòmica que afectà notablement tots els sectors del país, llevat del bancari, que es veié dia rere dia amb superàvits. Un situació del tot paradoxal i que diu molt de les estratègies econòmiques anteriors a la gran depressió del 2008.
Diversos elements porten Andorra a una crisi política i econòmica que va afectar el sector bancari andorrà, portant-lo a exportar-se per primera vegada a la història cap a l'exterior. En primer lloc tenim la Guerra contra el Terrorisme que va aixecar moltes sospites sobre els paradisos fiscals perquè el crim organitzat hi feia passar els diners amb què després es lliuraven les guerres contra els estats liberals d'Occident. En segon lloc hi tenim una crisi econòmica de grans dimensions que afecta tota l'estructura econòmica i els governs europeus decideixen salvar els bancs per salvar el sistema monetari i les economies nacionals. Creix doncs un descontentament generalitzat cap a qui es dedica a evadir imposts i els paradisos fiscals, com Andorra, són objecte de crítica. En tercer i últim terme, França decideix lliurar una dura competència a escala global contra el món anglosaxó per tal d'esdevenir la nova superpotència del planeta. En consonància amb això, decideix criticar els paradisos fiscals, acusant-los de prendre els imposts dels francesos quan, de fet, la intenció és més aviat tallar el proveïment financer d'Anglaterra.
Per tot plegat el copríncep francès Nicolas Sarkozy resol posar contra les cordes el govern andorrà si no aboleix el secret bancari i no posa punt final al sistema de paradís fiscal. En plena crisi econòmica, se succeeixen els governs, trasbalsen les majories parlamentàries, Andorra pateix d'una fuita d'immigrants, decreix i el dèficit estatal s'apuja a rècords inassolits fins aleshores. En plena posició d'abús de poder, França diu estar diposada a desfer-se dels Pariatges mentre el govern liberal, en plena tossudesa, voldria arriscar-se a assumir sancions a canvi de no abandonar el model econòmic. Els bancs que fins aleshores vivien de forma més o menys hermètica, amb un grau de proteccionisme força elevat, surten del país per exportar els negocis. L'estira-i-arronsa cedeix i Andorra és obligada a sortir de la Llista dels paradisos fiscals de l'OCDE.
Davant d'una economia totalment esgotada, el copríncep episcopal decideix posar en qüestió els Pariatges si el parlament andorrà aprova la unió dels matrimonis homosexuals i si autoritza l'avortament. Malgrat les enquestes, que donen el vist-i-plau a aquestes dues propostes legislatives, amb una àmplia majoria a favor del col·lectiu homosexual, gairebé un 70%, el govern andorrà utilitza la via menys popular i fa cas al copríncep episcopal. Aquest fet va fer que el Papa Francesc, representant del Vaticà i l'Església catòlica, pressionara l'octubre al copríncep episcopal, Joan-Enric Vives, amenaçant-lo de fer-lo dimitir en cas de legalitzar-se i fent que l'església romana renunciaria a tindre un cap d'estat andorrà. Qüestió no resolta, Andorra es veu al vell mig de la globalització amb una economia esgotada i que s'ha de reinventar, amb noves negociacions amb la Unió Europea, nova moneda i, sobretot, sense grans adaptacions al neoliberalisme.
Durant la crisi les multinacionals absorbeixen les seus rivals i tenim una primera etapa del neoliberalisme. Una etapa que es recolza en la Revolució Digital que impregna Andorra, sobretot la primera que arriba en consonància amb la resta de països del seu entorn. Cosa diferent fou la segona, la robòtica, que s'introduí amb menys facilitat. La teoria del progrés torna a posar-se en marxa i Andorra mira de construir la seva pròpia capital mundial amb emblemes com la projecció d'un Cloud i equips de treball d'estil think tank com Actua. Un escenari que no pot considerar-se sense el canvi climàtic.
Com a arreu del món Andorra també va viure el canvi de temperatures. S'estima que del 1950 al 2010 a Andorra la temperatura havia augmentat en mitjana de 0,2 °C i aquesta tendència havia incrementat amb més força les últimes dues dècades. El 68,6% de l'aigua que s'utilitzava al país l'any 2012 es destinava a la creació d'electricitat. L'any 2005 l'aigua dita de qualitat “bona” no arribava a un 50%. Els recursos hídrics anyals havien disminuït any rere any per sota de la mitjana de referència. La qualitat de l'aire era “bona”, però no excel·lent. La quantificació de les emissions de CEH (gasos efecte hivernacle) al 2005 era d'uns 500.000 CO2 eq..

### Guerra contra el terrorisme
Guerra contra el terrorisme. A banda de la commoció popular de la població andorrana a cada nou atemptat a Occident, Andorra hagué de treballar per evitar que el país fos lloc de passatge físic de jihadistes o de diners provinent de l'islamisme radical. Les consignes de l'ONU l'obligaven a posar en marxa tot de plans en contra de la proliferació del terrorisme islamista. Alhora els polítics es mostraren cooperants per bé que no tot els tractats hagin estat ratificats. Andorra no es troba llavors entre les metes de l'islamisme radical però veu créixer la població musulmana, així com a la resta de països europeus. L'acollida dels refugiats va ser inicialment molt difícil i es veié molt estancada per una inactivitat política vinguda del govern andorrà. A banda, la població francesa d'Andorra tendeix a votar majoritàriament al partit d'extrema dreta Front National que tot i haver-se canviat la nomenclatura, no refundà la seva ideologia i els tractes que mantenia amb Andorra. I és que al país Marine Le Pen acaba sent convidada per la cònsol d'Andorra la Vella en una visita que es volia discreta.

### General
- Armengol Aleix, Ester. Andorra: un profund i llarg viatge.  Govern d'Andorra, 2009. ISBN 978-99920-0-549-1.
- Guillamet Anton, Jordi. Andorra: Nova aproximació a la història d'Andorra.  Revista Altaïr, 2009. ISBN 978-84-936220-4-6.
- Jordi Planellas. Història Digital d'Andorra.  Aloma Editors, 2013. ISBN 978-99920-66-02-7.
- Relat històric d'Andorra.

### Prehistòria i Edat Antiga
- Govern d'Andorra, Ministeri d'Educació, Joventut i Esports. Col·lecció Història, Geografia i Institucions d'Andorra: L'Edat Antiga i Mitjana a Andorra.  Editorial Andorra. 1996 (llibres escolars de 2a Ensenyança).
- Albert Villaró. Nova Descripció del Principat i Valls d'Andorra.  Andorra.

### Edat mitjana
- Govern d'Andorra, Ministeri d'Educació, Joventut i Esports. Col·lecció Història, Geografia i Institucions d'Andorra: L'Edat Antiga i Mitjana a Andorra.  Editorial Andorra. 1996 (llibres escolars de 2a Ensenyança).
- Guia turística Andorra de l'Agència Andorra Turisme, propietat del Govern d'Andorra.
- Guia Llocs Emblemàtics d'Escaldes-Engordany d'Andorra Turisme, iniciativa del Comú d'Escaldes-Engordany.
- Villaró, Albert. Nova Descripció del Principat i Valls d'Andorra.  Editorial Andorrana, 2011.
- Garcia, Mireia. El Romànic a Andorra.  Editorial Andorrana, 2011.
- Anne Doustaly-Dunyach. Le Moyen Âge, dix siècles d'ombre et de lumière.  Milan Jeunesse, 2011, p. 218. ISBN 978-2-7459-4870-0.

### Edat Moderna
- Llop Rovira, Marta. Govern d'Andorra. L'Edat Moderna a Andorra (S. XVII al XVIII).  Editorial Andorrana, 1998, p. 8, 9 (Història, Geografia i Institucions d'Andorra). ISBN 99920-0-185-2.
- Jacinto Bonales Cortés. Comú d'Encamp. La Solana d'Andorra: un conflicte mil·lenari pel control dels recursos naturals.  Editorial Andorrana, 2003, p. 1, 2. ISBN 99920-1-501-2.
- Xavier Rull. El parlar d'Andorra dels segles xvii i XVIII.  Premsa Andorrana, SA, 2007, p. 120. ISBN 978-99920-0-584-2.

### Seglexix
- Peruga Guerrero, Joan. Govern d'Andorra. La crisi de la societat tradicional (S. XIX).  Editorial Andorrana, 1998, p. 95 (Història, Geografia i Institucions d'Andorra). ISBN 99920-0-186-0.
- Àrea de Recerca Històrica del Govern d'Andorra. Crèdit Andorrà. La casa d'Areny-Plandolit: de casa pairal a casa noble.  Encamp (Andorra): Impremta Envalira, 2006, p. 52. ISBN 99920-0-430-4 [Consulta: 23 setembre 2014]. Arxivat 2015-09-23 a Wayback Machine.
- Ministeri d'Educació, Joventut i Esports. Govern d'Andorra. La crisi de la societat tradicional del segle XIX, 1996, p. 4.

### Segle XX
- Segalàs, Alfred Llahí. Històries de la nostra història.  2+1 editors, 2012, p. 4. ISBN 978-99920-1-897-2.
- Ministeri d'Educació, Joventut i Esports. Govern d'Andorra. El segle xx a Andorra, 1998, p. 4.
- Soriano, Amparo. Consell General. Andorra durant la guerra civil espanyola, 2005. ISBN 99920-52-18-X.
- Porta, Roser. Andorrans als camps de concentració nazi, 2009. ISBN 9992005300.
- Osorio, Gualbert. Ràdio Andorra, la història d'un mite que va fer història. Crèdit Andorrà, 2013. ISBN 978-99920-60-52-0 [Consulta: 14 octubre 2014]. Arxivat 2014-10-18 a Wayback Machine.
- Segalàs, Alfred Llahí. Històries de la nostra història 2. 2a ed..  2+1 editors, 2013, p. 4.
- Lídia Armengol. Premsa Andorrana, SA. Joves i llengües d'Andorra, 2010.
- Govern d'Andorra. Estudi "Coneixement i usos lingüístics de la població d'Andorra", 1995-2009.
- Marta Tor, Maria Martí. Impremta Envalira, SL. Forces Elèctriques d'Andorra, 20è aniversari, 2008. ISBN 978-99920-1-688-6.
- Toni Solanelles, (coordinador de la redacció del Diari d'Andorra). Premsa Andorrana. Allò que l'aigua s'endugué, 2012.
- BENET MAS, Claude. Passeurs, fugitifs et espions : l'Andorre dans la Deuxième Guerre Mondiale. Toulouse: Le Pas d'Oiseau, 2010, ISBN 9782917971116.
- BENET MAS, Claude. Guies, fugitius i espies : camins de pas per Andorra durant la Segona Guerra Mundial. Andorra: Editorial Andorra, 2009.

## Filmografia i mediateca
- Produït per Televisió d'Andorra. Lluitant per la vida, 2009.
- Arxiu Nacional d'Andorra. L'època daurada de Ràdio Andorra, 2012.
- Produït per Andorra Televisió. Els primers 30 anys de l'Escola Andorrana, 2013.
- Arxiu Nacional d'Andorra. Jordi Sasplugas, El Mirador d'Andorra, 2013.
- GranValira. La realidad de un sueño, 2013.
- Produït per Televisió d'Andorra. La memòria dels aiguats, 2012.
- Produït per Catalunya Ràdio. Carlemany a Andorra, 2018 (En guàrdia).
- Produït per la Corporació Catalana de Mitjans Audiovisuals. El mirall andorrà, 2020 (Sense Ficció).